# Lenin
Vladímir Ilich Uliánov (en ruso: Владимир Ильич Ульянов, romanización Vladimir Il'ič Ul'janov, pronunciación  [vlɐˈdʲimʲɪr ɪˈlʲitɕ ʊˈlʲanəf]ⓘ), alias Lenin (Ле́нин, [ˈlʲenʲɪn]; Simbirsk, 10 de abriljul./ 22 de abril de 1870greg.-Gorki, 21 de enero de 1924), fue un político, revolucionario, teórico político y filósofo comunista de origen ruso. Líder del sector bolchevique del Partido Obrero Socialdemócrata de Rusia (POSDR), se convirtió en el principal dirigente de la Revolución de Octubre de 1917. En 1917, fue nombrado presidente del Consejo de Comisarios del Pueblo (Sovnarkom), convirtiéndose en el primer y máximo dirigente de la Unión de Repúblicas Socialistas Soviéticas (URSS) en 1922. Políticamente marxista, sus contribuciones al pensamiento marxista reciben el nombre de leninismo, o más conocido como marxismo-leninismo, ideología socialista que se expandiría por la mayor parte del «bloque comunista» y en el «segundo mundo» durante la Guerra Fría.
Militó desde su juventud en la izquierda política revolucionaria. Durante sus estudios universitarios fue arrestado y exiliado durante tres años en Siberia. Luego huyó a varios países de Europa occidental, y llegó a convertirse en un destacado teórico del partido. En 1903, tuvo un papel clave en el cisma vivido por el POSDR, erigiéndose en líder de la facción bolchevique, en contraposición a la facción menchevique liderada por Yuli Mártov. Regresó a Rusia durante un breve periodo de tiempo con motivo de la Revolución de 1905. En 1914, con el estallido de la Primera Guerra Mundial, empezó a hacer campaña para transformar la guerra en Europa en una revolución de todo el proletariado.
Fue el principal dirigente bolchevique de la Revolución de Octubre de 1917. Ya en el poder, Lenin procedió a aplicar distintas reformas que incluían la transferencia al Estado o a los trabajadores soviéticos del control de propiedades y tierras en manos de la aristocracia, la antigua corona o terratenientes. Frente a la amenaza de una invasión por parte del Imperio alemán, firmó un tratado de paz (el tratado de Brest-Litovsk), que llevó a la salida de Rusia de la Primera Guerra Mundial, donde renunciaba al dominio, o pretensión de ello, del territorio que hasta ese momento había formado parte del Imperio Ruso. La firma del tratado se produjo en medio de la guerra civil rusa (1917-1923), que enfrentaba al recién creado gobierno bolchevique con el Movimiento Blanco. Como parte de la represión que surge en ese momento, y paralelamente al Terror Blanco, se establece el Terror Rojo, donde opositores fueron reprimidos en una campaña violenta administrada por los servicios de seguridad del estado; millones de personas fueron asesinadas o internadas en campos de concentración.
En 1921, el gobierno de Lenin instauró la Nueva Política Económica, en reemplazo del comunismo de guerra, que combinaba elementos socialistas y capitalistas y que inició el proceso de industrialización y recuperación del país tras la guerra civil rusa, un duro conflicto que incluyó la participación de catorce naciones extranjeras contra el nuevo Estado soviético.
Después de su muerte en 1924, el leninismo dio lugar a diversas escuelas de pensamiento, entre las que se pueden citar el marxismo-leninismo y el trotskismo, de Stalin y Trotski respectivamente, que lucharon por el poder en la URSS, ambos declarándose seguidores más fieles de Marx y Lenin que el otro. El comunismo se convirtió en una ideología que contó durante el siglo XX con cientos de millones de seguidores en todo el mundo y cuyos planteamientos fueron puestos en práctica por numerosos países, compitiendo por la supremacía global con el sistema capitalista. Lenin continúa siendo una figura altamente controvertida y manipulada. Tuvo una influencia muy significativa dentro del movimiento comunista internacional y es considerado una de las figuras más destacadas e influyentes del siglo XX.

## Biografía

### Primeros años

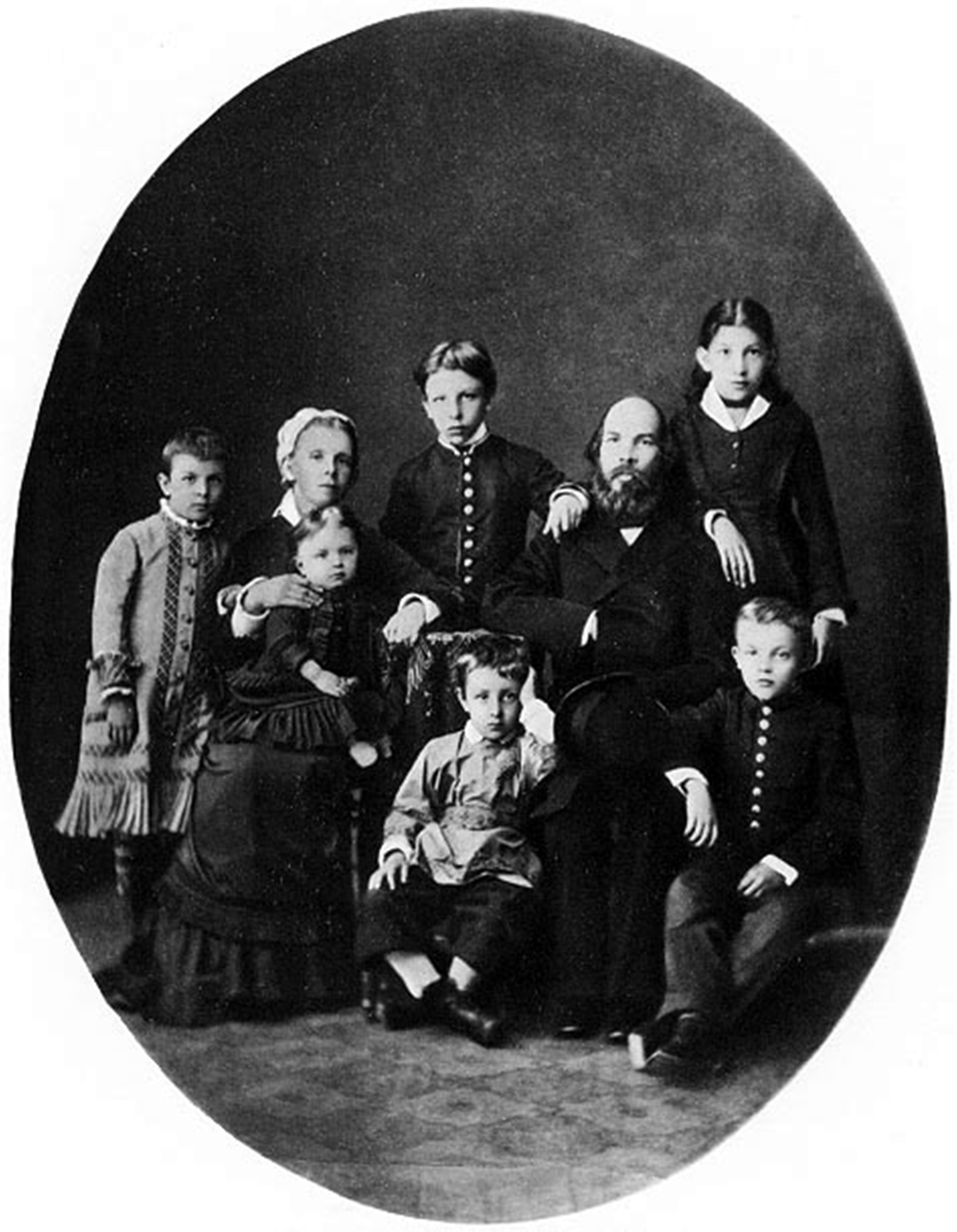
La familia de Lenin, de izquierda a derecha: Olga, María Aleksándrovna (la madre), María, Aleksandr, Dmitri, Iliá Nikoláievich (el padre), Anna y Vladímir (Lenin).

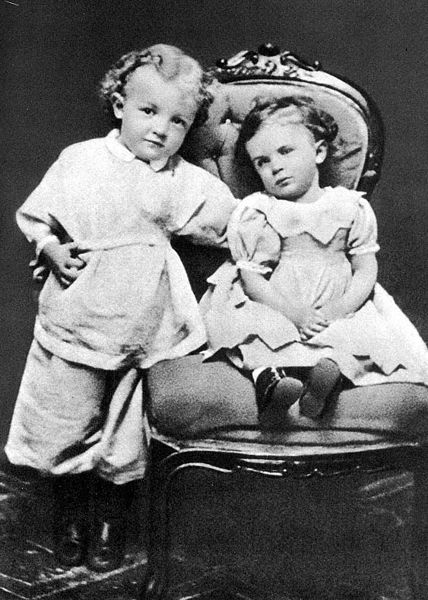
Lenin a la edad de 3 años, con su hermana Olga.

Nacido en Simbirsk (hoy Uliánovsk), ciudad rusa a orillas del Volga, en 1870, era el cuarto hijo de Iliá Nikoláievich Uliánov y María Aleksándrovna Blank. Su padre, un liberal partidario de las reformas del zar Alejandro II, era inspector escolar de la provincia, cargo relativamente alto en el escalafón de la burocracia imperial que llevaba aparejado el título de «su excelencia», lo que lo equiparaba a la pequeña nobleza. Su ascenso en el funcionariado estatal lo había llevado a alcanzar la nobleza hereditaria en 1874. Nikolái Uliánov, el abuelo paterno de Lenin, hijo a su vez de un siervo de Astrakán, era en parte calmuco, pueblo de etnia mongol al que también pertenecía su esposa Ana. Su abuelo materno Aleksandr Blank (hijo de Moishe Blank, un comerciante de Volinia y de Ana Ostedt, sueca), era un médico de origen judío convertido al cristianismo, casado con Ana Groschop, de familia luterana alemana. Blank se enriqueció, llegó a ser consejero de Estado y en 1847 se retiró a sus posesiones de Kokúshkino, en Kazán, hacienda donde Lenin pasó parte de su juventud.
Su familia era una mezcla de las etnias y tradiciones religiosas que conformaban entonces el Imperio ruso. Tenía ascendencia probablemente calmuca por parte de su padre, alemana y sueca por parte de su abuela materna, que además era luterana en tanto que su abuelo materno era de origen judío. El mismo Vladímir, conocido de pequeño por su diminutivo Volodia, fue bautizado por el rito de la Iglesia ortodoxa rusa. La niñez de Lenin fue convencional, en una familia feliz y culta, en un ambiente mezcla de pequeños terratenientes por parte de madre y de siervos ennoblecidos gracias a su esfuerzo por parte de padre. Mantuvo una gran cercanía con su familia durante toda su vida. Durante las habituales visitas veraniegas a la hacienda de Kokúshkino, los niños de la familia se dedicaban a actividades campestres, entre ellas las caminatas, la observación de la naturaleza y la caza, que Lenin conservó como adulto. Los niños eran buenos estudiantes y el hermano mayor de Lenin, Aleksándr Uliánov, brillante en sus estudios, logró ingresar en la Universidad de San Petersburgo, algo poco común ya que Rusia apenas contaba con unos diez mil estudiantes universitarios. Caso extraño en la época, los padres de Lenin educaron en igualdad a todos sus hijos, independientemente de su sexo.

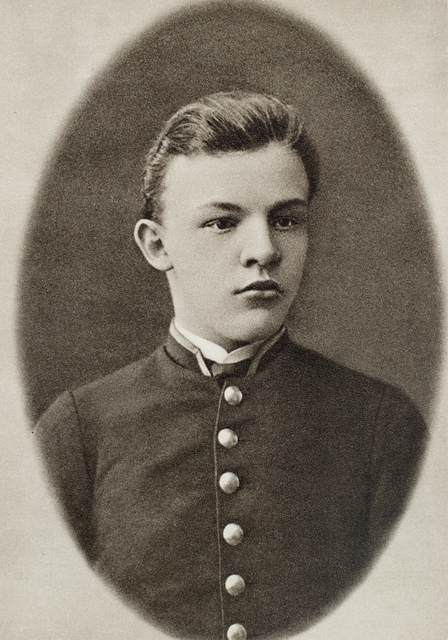
Vladímir Ilich Uliánov a los 17 años, en 1887, año en el que acabó sus estudios secundarios e ingresó brevemente en la universidad para estudiar derecho. Ese mismo año, su hermano Aleksandr fue ajusticiado por intentar asesinar al zar, muerte que lo afectó profundamente.

En su juventud, en contra de lo que afirman algunas biografías posteriores, Lenin no mostró ningún interés por la política, era todavía religioso y sus estudios se centraban en los clásicos y la literatura. Fiódor Kérenski, el director del liceo de Simbirsk (y padre de Aleksandr Kérenski, más adelante primer ministro del Gobierno Provisional derrocado durante la revolución bolchevique) redactó un informe sobre Uliánov en 1887, su último año en el centro, en el que lo consideraba un alumno modelo que nunca había causado problemas a las autoridades de la escuela.
Tras la muerte de su padre en enero de 1886 a causa de una inesperada hemorragia cerebral, el hermano de Vladímir, Aleksándr Uliánov, entró en contacto con un grupo de estudiantes de la Universidad de San Petersburgo que seguían la tradición revolucionaria populista de la organización Voluntad del Pueblo (Naródnaya Volia), aunque carecían de relaciones con los restos de esta. Provenientes casi todos de familias de relieve, entre ellos estaba por ejemplo el futuro dirigente polaco Józef Piłsudski, se deslizaron hacia el terrorismo y planearon atentar contra el zar Alejandro III el 1 de marzo de 1887, sexto aniversario del asesinato de su padre, Alejandro II. El complot fue descubierto por la policía y sus dirigentes encarcelados en la fortaleza de San Pedro y San Pablo. Aleksandr, que había sido el encargado de diseñar y fabricar las bombas, fue finalmente ejecutado en mayo en compañía de otros cuatro dirigentes de la conspiración. Había tratado de exculpar al resto de conspiradores, rechazado el arrepentimiento y los intentos de su madre de salvarlo de la ejecución resultaron inútiles; su muerte fue un duro golpe para la familia, especialmente para el joven Lenin. El ajusticiamiento de Aleksandr coincidió con los exámenes finales de educación de Lenin, lo que no impidió que los aprobase con notas sobresalientes.
Aunque la muerte de su hermano influyó de manera importante en el desarrollo de sus ideas, no existen indicios de que, como se ha sugerido, ya en esta época sus simpatías se dirigieran a los revolucionarios marxistas. Al principio sus ideas estaban fuertemente influidas por Nikolái Chernyshevski, que con su novela ¿Qué hacer? (1862) había creado el modelo de héroe revolucionario ruso que vive solo para su causa; la novela y el personaje del duro revolucionario Rajmétov sirvieron de modelo a toda una generación de revolucionarios rusos, como Serguéi Necháyev y los populistas rusos de Voluntad del Pueblo. Solo lentamente, y sobre todo después de su llegada a San Petersburgo en 1893 y su contacto con la obra de Gueorgui Plejánov, se adhirió sin reservas al marxismo recogiendo su análisis sociológico, aunque característicamente combinado con el activismo de Voluntad del Pueblo: no era necesario esperar a que se dieran las «condiciones objetivas» para la revolución, debían también provocarse mediante la acción política.

### Inicio de la actividad política
En el otoño de 1887 ingresó en la Facultad de Derecho de la Universidad de Kazán gracias a su condición de excelente estudiante y el gran esfuerzo de su director Fiódor Kérenski, ya que el arresto de su hermano dificultó el ingreso. En Kazán Vladímir, siguiendo los pasos de su hermano, entró en contacto con círculos clandestinos similares. Fue detenido durante las manifestaciones estudiantiles de diciembre del mismo año y, probablemente a causa de los precedentes familiares, expulsado de la universidad con otros treinta y nueve compañeros. Las circunstancias exactas de la expulsión se desconocen, pero se sabe que la razón de la expulsión estuvo relacionada con las protestas universitarias.
Al día siguiente, dirigió la siguiente carta al rector de la Universidad:

Considerando que no es posible continuar mis estudios en la Universidad en las actuales condiciones de la vida universitaria, tengo el honor de suplicar humildemente a Su Excelencia que disponga mi exclusión como estudiante de la Universidad Imperial de Kazán.

Se le permitió, sin embargo, continuar sus estudios por correspondencia en la universidad de la capital del imperio. Se instaló en Kokúshkino, cerca de Kazán, bajo vigilancia policial. En esta época, el joven Lenin, intelectualmente brillante, conjugó su educación formal como licenciado en leyes, que acabó con excelentes notas, con la informal, en la que se interesó por diversos temas como voraz lector. Fue en el verano de 1888 en Kokúshkino, cuando descubrió la literatura revolucionaria y leyó la novela ¿Qué hacer? de Nikolái Chernyshevski, que le influyó principalmente en su rechazo visceral al conformismo y las concesiones frente al ideal revolucionario.

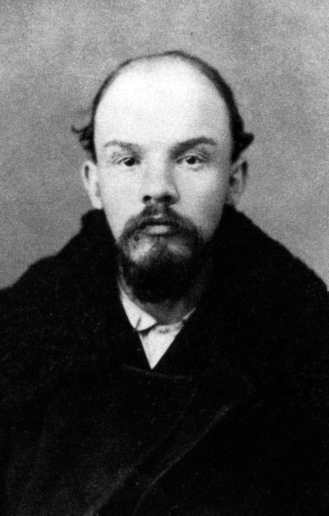
Fotografía policial de V. I. Uliánov, de diciembre de 1895. Lenin fue arrestado junto con el resto de dirigentes de la recién creada Unión de Lucha para la Emancipación de la Clase Obrera en diciembre de 1895, poco después de regresar de su primer viaje al extranjero.

Rechazadas por las autoridades sus peticiones de readmisión en la Universidad de Kazán, así como de cursar estudios en el extranjero o trasladarse a Moscú o San Petersburgo, al final obtuvo permiso para regresar a Kazán en octubre, donde se ocupó en el estudio de El capital de Karl Marx, e ingresó en un círculo marxista organizado por Nikolái Fedoséiev. Durante varios años tras su expulsión de la universidad, Lenin pasó gran parte del tiempo en el campo y solo visitó la ciudad de Kazán. En 1889 su madre heredó una hacienda en Alakáievka, cerca de Samara, en la que trató en vano que su hijo se asentase. Lenin no se adaptó a la vida de pequeño terrateniente. En mayo la familia se trasladó a la hacienda cercana a Samara, lo que libró a Lenin de ser detenido durante el verano como lo fue el resto del círculo marxista al que pertenecía. Durante estos años, el joven Lenin continuó sus lecturas marxistas y comenzó a estudiar la realidad del imperio siguiendo estas, convenciéndose de que el incipiente capitalismo sería el principio que acabaría con la autocracia gracias a la transformación social que ya se estaba produciendo.
En junio de 1890, y tras varias solicitudes rechazadas, se le autorizó a examinarse como externo en las asignaturas de Derecho por la Universidad de San Petersburgo y a trasladarse a la capital para realizar los exámenes; estos se celebraron entre septiembre de 1890 y el otoño de 1891. Durante sus exámenes de la primavera de 1891, murió repentinamente de tifus su hermana Olga (9 de mayojul./ 21 de mayogreg.), que estudiaba también en la capital y cuidaba de él; tras acompañar a su madre en el funeral, regresaron juntos a la hacienda campestre durante el verano. La cercanía de Lenin con su familia fue constante; incapaz por su exilio de estar junto a su madre en su muerte en julio de 1916, una de sus primeras acciones al regresar a Rusia en la primavera de 1917 fue visitar la tumba de Olga y de su madre.
En enero de 1892, consiguió su diploma universitario con notas excelentes a pesar de no haber asistido a clase alguna, y comenzó a ejercer como pasante de abogado en Samara, donde llevó la defensa de campesinos, pero en agosto de 1893 regresó a la capital. En julio de este año, y tras repetidas solicitudes al Tribunal Comarcal de Samara y al Departamento de Policía, obtuvo la certificación que le dio derecho a ejercer la abogacía el resto del año, que le fue renovada el año siguiente. Durante este tiempo escribió, para su lectura en círculos marxistas, algunos textos contra los populistas (naródniki). Ejerció intermitentemente entre 1893 y 1894 pero, para entonces su interés por la actividad revolucionaria había desplazado a la abogacía; cuando se hallaba en la ciudad Lenin se reunía con círculos revolucionarios, cuando regresaba al campo, se entregaba a la literatura socialista.

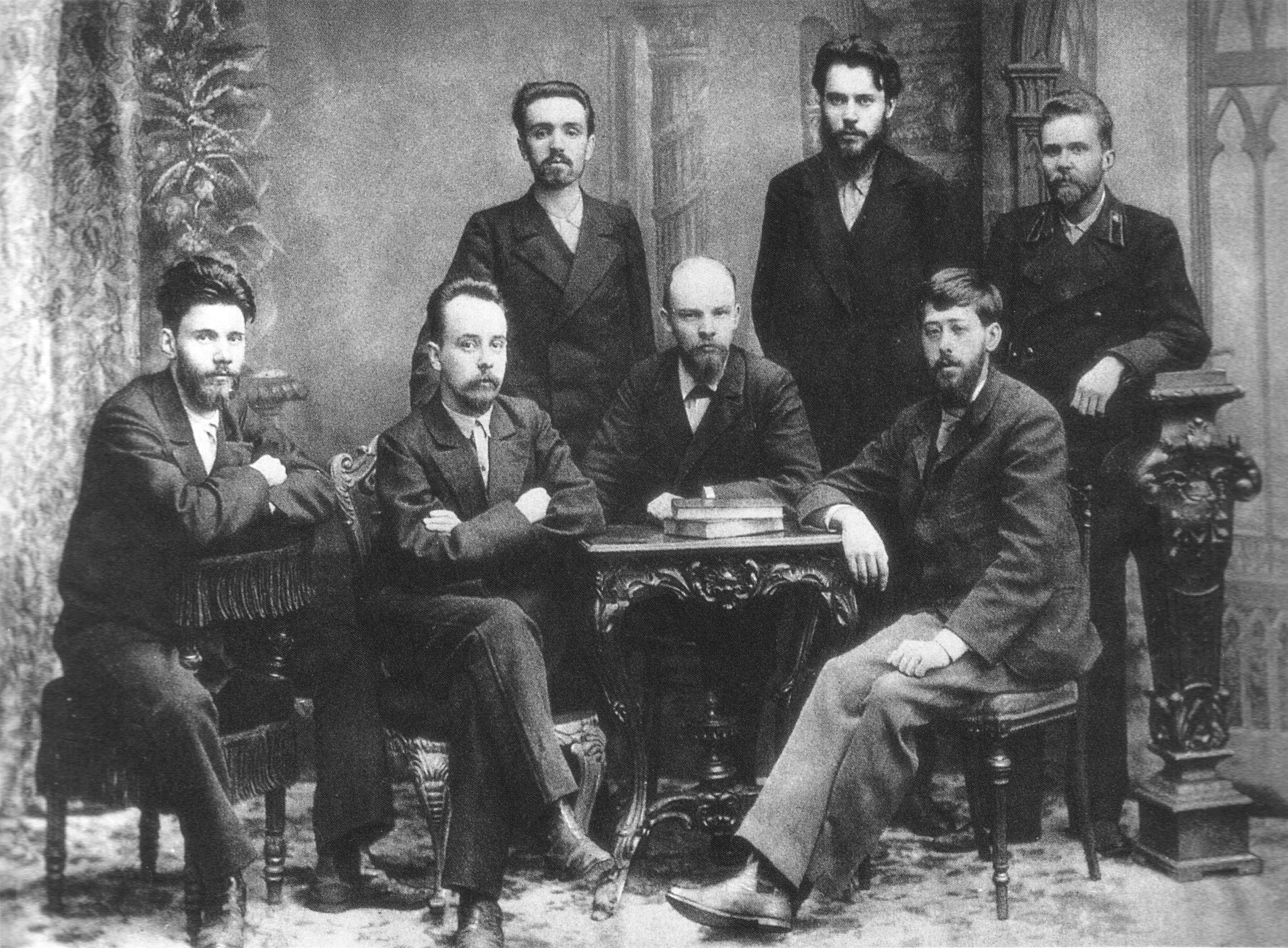
Reunión de la Unión de Lucha para la Emancipación de la Clase Obrera. V. I. Uliánov sentado en el centro y, a su izquierda, Yuli Mártov (diciembre de 1895).

A finales de 1893, se trasladó a San Petersburgo, deteniéndose en el camino en Nizni Nóvgorod y en Moscú, donde entró en contacto con diversos grupos marxistas. Pasó a trabajar para un abogado de la ciudad pero su principal actividad fue la revolucionaria; tras instalarse en San Petersburgo, entró en contacto con una organización marxista del Instituto Tecnológico, ambiente en el que pasaría el resto de su vida.
En 1894, escribió Acerca de la llamada cuestión de los mercados. Convertido en uno de los principales dirigentes de los círculos socialdemócratas de la ciudad gracias a su energía y erudición, dedicó los dos años siguientes a mejorar su organización en cooperación con otros activistas como Mártov. En la capital, en febrero de 1894, conoció a su futura esposa, Nadezhda Krúpskaya, miembro también de los grupos socialistas clandestinos. Gracias a ella, Lenin entró en contacto con trabajadores de la capital, ya que los círculos en los que desarrollaba originalmente su actividad estaban formados principalmente por intelectuales. Lenin trataba de aprender sobre la vida de los obreros para facilitar su labor de agitación y propaganda revolucionarias entre el proletariado. Su principal actividad era, empero, la literaria, tanto en escritos dirigidos a estos como a la intelectualidad rusa.
En 1894, se trasladó a Moscú, donde continuará su relación con los círculos marxistas y obreros, y seguirá trabajando en el plano teórico en contra de las ideas de los naródniki o populistas. El ataque a los populistas ocupa el grueso de su obra en la primera mitad de la década de 1890. Contra ellos escribe sus obras Quiénes son los «amigos del pueblo» y cómo luchan contra los socialdemócratas (1894) —polémica contra los socialrevolucionarios y en defensa de la socialdemocracia marxista— y El contenido económico del populismo y su crítica en el libro del señor Struve (1894-1895), escrito junto con otros autores en colaboración con Piotr Struve. En estos años en San Petersburgo, adopta el núcleo de su pensamiento político, que permaneció fundamentalmente inalterado el resto de su vida. Para Lenin, la transformación del imperio en una sociedad socialista se lograría mediante la actividad del proletariado, cuya misión histórica consistía en ser la vanguardia del pueblo, acabar con la autocracia e imponer un sistema democrático que debía asegurar un poder estatal popular que, con el tiempo, transformaría la sociedad en socialista. El motor de estos cambios debía de ser la inspiración en cadena: el partido debía inspirar en su acción al proletariado que, a su vez, inspiraría al pueblo ruso entero que, finalmente, inspiraría al mundo en la gran transformación.
Entre mayo y septiembre de 1895, realizó su primer viaje al extranjero; su objetivo era entrar en contacto y a aprender de las grandes figuras de la socialdemocracia europea. Visitó primero al «padre» del marxismo ruso, Gueorgui Plejánov, exiliado en Suiza, y al resto de fundadores del Grupo para la Emancipación del Trabajo, una de las primeras organizaciones marxistas rusas. Plejánov lo recomendó a Wilhelm Liebknecht, uno de los principales dirigentes del SPD alemán; más tarde visitó al yerno de Karl Marx, Paul Lafargue, en París, antes de pasar por Berlín y regresar a Rusia el 19 de septiembre.

### Exilio en Siberia
A principios de la década de 1890, los marxistas adoptaron una estrategia de agitación de masas dirigida a la concienciación de los trabajadores mediante la organización de luchas laborales. Tras el regreso de Lenin de su viaje a Europa occidental, a finales de 1895 Vladímir Uliánov y Yuli Mártov (autor junto con Arkadi Kremer del opúsculo Acerca de la agitación de ese mismo año) fundaron la Liga de Lucha para la Emancipación de la Clase Obrera, una organización que fue desarticulada casi de inmediato con el arresto de sus dirigentes la noche del 20 de diciembre, acusados de propaganda socialdemócrata entre los obreros de la capital. Después de más de un año en prisión, fue desterrado entre 1897 y 1900 a Siberia, aunque se le permitió escoger el destino por razones de salud y eligió la aldea de Shúshenskoye, en la región de Minusinsk al sur de Krasnoyarsk. Los tres años de destierro, que cumplió íntegramente, resultaron productivos personal, profesional y políticamente. Allí se casó el 10 de juliojul./ 22 de julio de 1898greg. con Nadezhda (Nadia) Krúpskaya, matrimonio necesario para que ella —también condenada a exilio interior— pudiera acompañarlo y que debió celebrarse por la iglesia. También dedicó este tiempo a redactar su voluminoso trabajo El desarrollo del capitalismo en Rusia (1899). Para Lenin, la extensión del capitalismo en el imperio destruía la antigua unidad del campesinado, cada vez más dividido en una mayoría desposeída —un proletariado rural— y una minoría de campesinos acomodados; ambos, no obstante, estaban interesados en oponerse a la autocracia y en la consecución de una revolución democrática. Así, el crecimiento del capitalismo en Rusia estaba creando una oposición cada vez más amplia, en la que a los campesinos se unía, en un papel de vanguardia, el proletariado urbano.
Políticamente, desarrolló su ambicioso plan para unir a las organizaciones clandestinas socialistas en un solo partido, objetivo que reflejó en ¿Qué hacer? (1902) y en el que sistematizaba las experiencias de los activistas rusos de los últimos años para tratar de importar el modelo del SPD alemán (movilización obrera mediante campañas del partido) al represivo ambiente del absolutismo zarista. Este nuevo partido clandestino debía evitar la persecución policial y, a la vez, mantener sus lazos con el mundo obrero. El principal nexo de unión del partido y de los simpatizantes obreros sería un nuevo periódico de ámbito nacional, que además serviría como instrumento de coordinación de los dispersos grupos socialdemócratas rusos. El proyecto de partido centralizado propuesto en ¿Qué hacer? contó hasta el Segundo Congreso con el apoyo del resto de la junta editorial de Iskra, que lo consideraban también una condición necesaria para el que el proletariado obtuviese un papel preponderante en la futura revolución burguesa.
Su principal preocupación ideológica durante el exilio fue el auge del economicismo, corriente influida por el revisionismo de Eduard Bernstein y la obra de otros teóricos de la socialdemocracia como Karl Kautsky, que defendía la necesidad de mejorar las condiciones de los trabajadores dentro del sistema capitalista por medios pacíficos. Estas ideas comenzaron a ser seguidas en Rusia por marxistas como Ekaterina Kuskova o Piotr Struve y, en parte como reacción a ello, Lenin y Mártov fundaron en 1900 el periódico Iskra (La Chispa), publicado en Múnich, Londres y Ginebra, con el objetivo de defender la acción política de un partido centralizado que, para derribar al régimen zarista, consideraban que no podía seguir las tácticas de los socialdemócratas alemanes. Esta necesidad de disciplina y cohesión la expuso con más detalle en el ensayo, explícitamente inspirado en Chernyshevski, ¿Qué hacer? (1902).

### Iskra, los economicistas y la organización del nuevo partido socialdemócrata
Mientras Lenin permanecía en exilio siberiano, el movimiento socialista crecía en Rusia y en marzo de 1898 se celebraba el Primer congreso del POSDR; la policía detuvo a todos sus participantes y no se logró crear una institución central que coordinase a los diversos grupos, pero estos comenzaron a sentirse parte de una organización nacional. Ansioso por participar en la organización del nuevo partido, al terminar este en 1899 se reunió con Yuli Mártov y Aleksandr Potrésov y los tres partieron ilegalmente al exilio en 1900. Tras reunirse con los miembros del Grupo para la Emancipación del Trabajo en Ginebra, los tres se instalaron en Múnich. Tras ciertos roces entre los veteranos rusos de Ginebra y los recién llegados, los seis fundaron el nuevo periódico que Lenin había planeado durante su exilio: Iskra, que apareció en diciembre. La publicación, introducida clandestinamente en Rusia por diversos canales y con noticias del Imperio, se convirtió en el centro de la actividad de Lenin, que no solo escribía para el periódico, sino que coordinaba su distribución, recababa información o encargaba artículos a otros escritores. En abril de 1902 y durante un año, se trasladó a Londres cuando los editores alemanes decidieron dejar de imprimir la publicación, que consideraban un riesgo. El periódico servía además como germen de la unidad del partido, uniendo los diversos comités rusos a un órgano central —el periódico—, creando a la vez con su red de distribución la base de una organización de revolucionarios profesionales duchos en las tácticas de la clandestinidad y facilitando la unidad de programa de los comités.
Lenin consideraba que los economicistas idealizaban la situación del momento, que consideraba primitiva y con una organización de aficionados y abogaba por formar una fuerte, con sólida base teórica, organizada y disciplinada. Justificaba su defensa de una organización clandestina de revolucionarios profesionales por las condiciones autocráticas de Rusia, que no permitían una agitación abierta. En su opinión, los economicistas cedían incorrectamente al nivel primitivo de la conciencia política de las masas en vez de empujarlas hacia las posiciones revolucionarias. Se oponía además a admitir a los simpatizantes en la organización —aunque no en el movimiento general— porque sostenía que esto solo facilitaría la infiltración en ella de la policía zarista. Justificadas en su momento por las condiciones autocráticas de la Rusia zarista, la centralización y el secreto como características del partido clandestino se perpetuaron una vez que la monarquía hubo desaparecido y las condiciones cambiaron.
En abril de 1903, Lenin y Krúpskaya se mudaron con desgana de Londres a Ginebra por solicitud del resto de editores de Iskra, que deseaban que el grupo residiese en la misma ciudad.

### Oposición en el exterior y la escisión del partido
Esta concepción de Lenin provocó la importante escisión de 1903 durante el II Congreso del Partido Obrero Socialdemócrata de Rusia, celebrado entre Bruselas y Londres en agosto. Frente a las tesis de Mártov, que defendía la necesidad de un partido de masas de base amplia que incluyese a los simpatizantes, Lenin quería admitir como militantes solo a revolucionarios profesionales integrados en una dirección centralizada. Aunque la propuesta de Lenin fue rechazada por veintiocho votos contra veintitrés, la posterior retirada de los cinco delegados del Bund y de dos economicistas le otorgó a partir de entonces una ligera mayoría en los siguientes asuntos tratados en el congreso. A partir de ese momento, se consolidó la división del partido en dos fracciones, la bolchevique («mayoritaria») fiel a las tesis de Lenin y con veinticuatro votos en las últimas votaciones del congreso, y la menchevique («minoritaria»), con veinte. Aunque el congreso sirvió para crear por fin unos organismos centrales para el partido y consensuar un programa y tácticas comunes para los diversos comités que lo formaban, las inesperadas desavenencias entre los editores de Iskra (en parte rencillas personales y deseos de obtener puestos en los organismos centrales, pero también desacuerdos tácticos) frustraron la unificación del partido y dieron lugar a la división (que creció gradualmente) entre bolcheviques y mencheviques. En el congreso y durante un corto periodo posterior, Lenin contó con el apoyo de Plejánov. Ya desde el principio se advirtió que una política tan centralizada y autoritaria corría el peligro de terminar en una dictadura y, de hecho, lo primero que hizo Lenin fue apartar a los mencheviques Pável Axelrod, Aleksandr Potrésov y Vera Zasúlich del consejo editorial de Iskra, lo que también provocó la salida de Mártov en solidaridad con ellos. Lenin, en una actitud que repitió posteriormente, rompió relaciones con este, muy estrechas hasta entonces, por sus diferencias políticas. Para Lenin, la obediencia de las organizaciones locales del partido a la dirección (la «democracia centralista») impedía la descoordinación del partido (el que cada organización local eligiese qué directivas seguir y cuales no) y la disciplina de los miembros del partido evitaba el crecimiento de las corrientes revisionistas o economicistas que lo podían apartar de su objetivo revolucionario. En la práctica, era capaz de infringir esta regla de sometimiento a las decisiones de la dirección del partido —elegida democráticamente— cuando estas favorecían a sus adversarios políticos, prefiriendo entonces la escisión de sus partidarios a la aceptación de las posiciones rivales. Extremadamente bronco con sus adversarios y despiadado en la defensa de sus posiciones durante las sesiones, el Lenin del congreso se mostró implacable y maquiavélico según sus críticos, decidido y defensor de las tácticas correctas según sus seguidores. La ruptura con Mártov y su aceptación de una división del partido pusieron de manifiesto su disposición a realizar cualquier sacrificio que considerase necesario para lograr sus fines políticos. Extremadamente reacio a ceder ante las posiciones que no compartía y a trabajar bajo la dirección de otro, prefería mantener un grupo de fieles partidarios aunque este fuese escaso.
En mayo de 1903, Lenin regresó a regañadientes a Ginebra donde, sin embargo, volvió a compaginar el disfrute de la naturaleza con sus actividades periodísticas y de análisis político que caracterizaron sus años de exilio. Escribió una gran cantidad de artículos, dirigidos principalmente a la intelectualidad y con un estilo poco sutil en su argumentación, a menudo repetitiva, para las diversas publicaciones en las que participó durante su largo exilio (entre ellas Iskra, Vperiod o Proletarii). El periodo entre la ruptura del partido en el segundo congreso y su vuelta a Rusia a finales de 1905 se caracterizó por una mezcla de escritura, intrigas intrapartidistas y momentos de relajación, a menudo en la naturaleza. La familia, siempre muy unida, y un cambiante círculo de amigos —modificado según las alianzas políticas del momento— sostuvieron anímicamente a Lenin durante este periodo de duros enfrentamientos políticos en el partido. Durante estos años, el objetivo principal de Lenin que centró las desavenencias con sus adversarios —además de las rencillas personales que también abundaron— fue su temor de que cualquier concesión ideológica a una posición que considerase errónea podía acabar minando el espíritu revolucionario del partido y convertir a este a la doctrina revisionista, que rechazaba. Lenin fue adoptando paulatinamente una posición cada vez más radical y minoritaria en la organización. Su rechazo a ceder en lo que creía principios innegociables y correctos le separaba cada vez más del resto de miembros del partido; lo que sus escasos partidarios veían como decisión y claridad de principios para sus adversarios parecía dogmatismo e intolerancia. Poco a poco, Lenin fue creando el núcleo de un partido centralizado de adeptos en el que tendría una influencia decisiva. Las continuas disputas conllevaron desagradables consecuencias: enfermedad —que aparecía especialmente en momentos de tensión—, creciente intolerancia hacia los adversarios y ruptura con antiguos compañeros por diferencias ideológicas, con las que transigía cada vez menos. Su defensa de la necesidad de un partido disciplinado apareció en una serie de obras publicadas a finales de 1903 y principios de 1904. Si durante el congreso Lenin había sido el dirigente más destacado, a finales de año se encontraba aislado y en malas relaciones con sus antiguos coeditores de Iskra, de la que había dimitido. En noviembre había roto su anterior alianza con Plejánov —dispuesto a negociar con las demás corrientes, actitud que él rechazaba— y dimitido de Iskra, aunque el mismo mes ingresó en el comité central del partido. Esto, sin embargo, era una victoria menor, ya que los mencheviques controlaban Iskra, instrumento clave para el dominio del partido.
Si bien Lenin se hallaba esencialmente aislado del resto de figuras del partido y del socialismo europeo a finales de 1903 y en 1904 —a mediados de este año perdió el control del comité central, formado principalmente por bolcheviques partidarios del acuerdo con los mencheviques y opuestos a su intransigencia que el consideraba de principio— y carecía de una publicación en la que exponer sus ideas, su intransigencia con lo que consideraba oportunismo de sus adversarios comenzó a atraer a una nueva generación de socialistas que reavivaron la fracción. Una parte notable de los activistas del partido en Rusia seguía viéndolo como su portavoz; la fracción bolchevique acabó surgiendo de la organización de los partidarios de Lenin en Rusia. Los principales miembros de esta nueva generación eran los cuñados Anatoli Lunacharski y Aleksandr Bogdánov quienes, a su vez, sirvieron de contacto con el segundo escritor ruso más famoso de la época, Máximo Gorki. Este se convirtió en un importante sostén económico para los bolcheviques gracias a sus mecenas. Las diferencias entre Lenin y estos nuevos colaboradores, empero, acabaron convirtiéndose en un enfrentamiento abierto, especialmente tras la revolución fracasada de 1905.
Según el propio Axelrod, era el «ídolo» de los activistas rusos del partido. Este año, Lenin se enfrascó de lleno en las disputas intrapartidistas, dejando en un segundo plano a la inminente revolución rusa. Incluso tras el estallido final de la revolución, se concentró principalmente en la celebración de nuevo congreso que diese el control del partido a los bolcheviques. El III Congreso del Partido Obrero Socialdemócrata de Rusia, boicoteado por los mencheviques, se celebró en Londres en abril de 1905 y se centró en la conveniencia de una insurrección armada en Rusia.

### Características personales y políticas

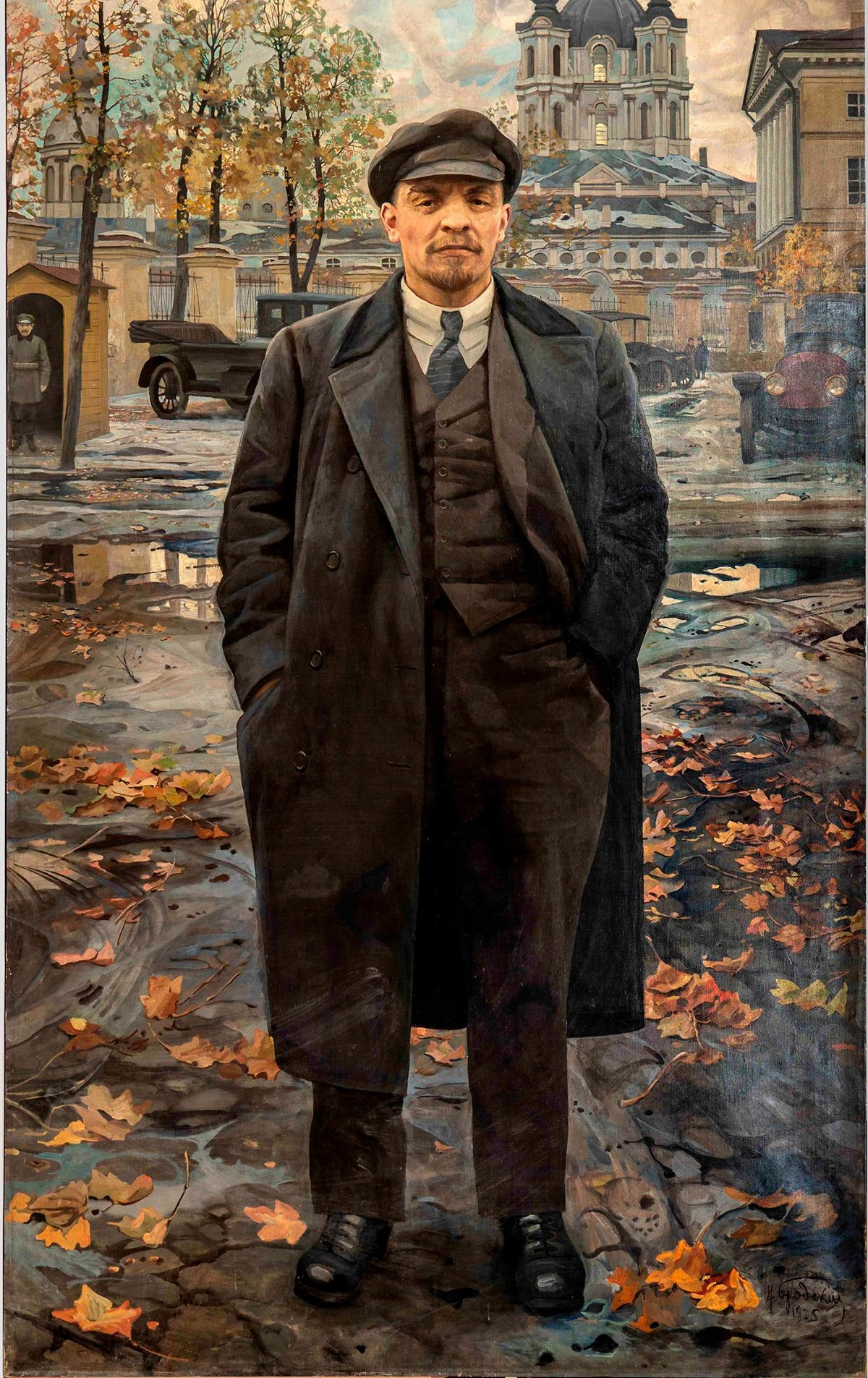
Pintura de Lenin frente al Instituto Smolny por Isaak Brodsky

Extremadamente activo y original intelectualmente, Lenin mostró una combinación de gran capacidad para analizar ciertos aspectos de una cuestión con una incapacidad para aprehender la situación global, una rigidez dogmática que, unida a la seguridad en sí mismo, dio lugar a un estilo polémico de trato con aquellos que disentían de sus opiniones. Su relación con aquellos que lo rodeaban se tornó además pragmática: según sus críticos, Lenin se acercaba a aquellos que le eran útiles para sus fines políticos; para sus seguidores, era parte de un sentimiento mesiánico que admiraban, parte de la rectitud de sus convicciones que podía llevar a alejarlo de aquellos que consideraba equivocados a pesar de su anterior cercanía. El extremismo de sus posiciones, la ferocidad con sus adversarios y su intransigencia con las disensiones polarizaban las reacciones hacia él: o de rechazo total o de cuasiadoración. Toleraba mal la oposición, que solía considerar no solo equivocada, sino a menudo malévola.
Durante toda su carrera, mezcla de estudioso dado a la polémica y de político radical entregado a su ideal revolucionario, tuvo el apoyo de un estrecho círculo familiar (especialmente el de su madre y sus hermanas, además de su esposa) y de amigos. Si durante sus largos exilios la parte intelectual dominó sobre los cortos periodos de política activa en congresos y reuniones —seguidos a menudo por temporadas de descanso y ejercicio—, tras la toma del poder el equilibrio se invirtió definitivamente hasta su incapacitación paulatina a partir de 1921.

### La revolución de 1905
Los partidos socialistas tuvieron poca influencia en el desencadenamiento de la revolución de 1905, eran todavía muy débiles, la militancia interior era escasa (unos cuarenta mil miembros entre mencheviques y bolcheviques por cincuenta mil eseristas en noviembre de 1906) y casi todos sus dirigentes estaban en el exilio. A pesar del interés de Lenin por la revolución, había permanecido en Ginebra hasta que la concesión de una amnistía que acompañó al Manifiesto de Octubre le permitió regresar sin peligro a Rusia el 8 de noviembrejul./ 21 de noviembregreg..
Durante los primeros diez meses de la revolución redactó diversos artículos sobre la situación del imperio, pero las disputas en el partido siguieron teniendo prioridad. Para tratar de zanjar las disputas, convocó, como había reclamado reiteradamente pero en vano, un nuevo congreso del partido —el tercero— que se celebró en Londres entre el 25 de abril y el 12 de mayo, al que finalmente solo acudieron sus partidarios. El congreso otorgó el control de los órganos centrales del partido y del nuevo periódico oficial a Lenin y sus seguidores, pero este no logró el respaldo del Buró Socialista Internacional y tuvo que mostrarse conciliador con sus adversarios en el partido; el Manifiesto de Octubre reforzó la conveniencia de unidad en la organización ante la situación en Rusia.
Lenin, que desde el Domingo Sangriento había estado enviando instrucciones desde Ginebra para la organización de disturbios, solo regresó en noviembre con la intención de organizar una revuelta armada. En una serie de artículos escritos a lo largo del año, dejó clara su desconfianza ante la burguesía rusa y su convencimiento que la inminente revolución burguesa no la llevaría a cabo la burguesía, sino una alianza entre el proletariado urbano y el campesinado. Llegó a la capital rusa el 21 de noviembre pero ya el 17 del mes siguiente había pasado a la clandestinidad, incomodado por la vigilancia de la policía. No desempeñó un papel activo destacable en los acontecimientos del momento, no ingresó en el Sóviet de San Petersburgo y, aunque respaldó el levantamiento de Moscú, su aportación fue mínima. Aunque realizó alguna aparición pública, su principal actividad fue teórica. Siguió dedicándose principalmente a la reorganización del partido. Habiendo llegado a Rusia pasado el momento crítico de la revolución, sus llamamientos a la sublevación resultaron infructuosos; para entonces el Gobierno zarista estaba retomando el control de los acontecimientos.
Durante 1905 y 1906, a la vez que otros teóricos socialistas, Lenin estudió la posible evolución de la revolución en Rusia en varios escritos que no se publicaron hasta después de su muerte. Convencido de que solo a través de un enfrentamiento civil primero con la autocracia y más tarde con la burguesía triunfaría la revolución socialista, sostenía que esto sería posible únicamente si el proletariado ruso, abandonado por las clases medias campesinas en la última fase del conflicto, contaba con el respaldo del proletariado europeo. La revolución socialista en Rusia, país atrasado, solo era posible si antes aquella había triunfado en los países más avanzados de Europa occidental; entonces el proletariado europeo acudiría en ayuda del ruso que había sido el origen de las revoluciones en cadena con su revolución burguesa en Rusia. En su análisis de las revoluciones decimonónicas europeas, hacía hincapié en la importancia del enfrentamiento armado y de la necesidad de que el proletariado se mostrase inmisericorde con sus enemigos de clase. Rechazó más tarde la crítica moral de las actividades armadas de sus partidarios durante el posterior periodo reaccionario que consideraba inadecuada en una situación que describía como de guerra civil. Al mismo tiempo (1908), Lenin exponía la necesidad de que el Estado, inmerso en la guerra civil, tomase la forma de una dictadura basada en un uso ilimitado de la fuerza, no en las leyes.
El Sóviet de San Petersburgo, dominado por los mencheviques y liderado por Trotski, comenzó una oleada de huelgas, con el resultado de que el 3 de diciembre todos sus dirigentes fueron detenidos. En respuesta, los socialdemócratas de Moscú declararon la huelga general y distribuyeron armas entre los obreros. Allí contaron con la ayuda activa de Máximo Gorki, que había conocido a Lenin en 1902 y se había acercado a los bolcheviques después del Domingo Sangriento, pero con la llegada de refuerzos del ejército hacia mediados de diciembre los insurgentes fueron aplastados. Trotski fue encarcelado en la fortaleza de San Pedro y San Pablo, mientras que Gorki y Lenin huyeron a Finlandia, desde donde Gorki marchó a Estados Unidos y Lenin regresó a Suiza. El aumento de la reacción en Rusia y la mayor libertad política de Finlandia, le hicieron decidirse a abandonar San Petersburgo e instalarse allí. Durante su periodo en Finlandia, desde marzo de 1906 hasta su regreso a Europa occidental en diciembre de 1907, realizó varios viajes tanto a San Petersburgo y Moscú como a varias ciudades extranjeras (Estocolmo, Copenhague, Londres —para acudir al quinto congreso del partido— o Stuttgart, etc), generalmente para asistir a reuniones del partido. Su principal actividad en este periodo fue la asistencia a diferentes conferencias y congresos del partido en los que se decidía la posición de este en diversos asuntos. Mantuvo durante todo 1906 su respaldo a la insurrección armada, cada vez menos probable, a la vez que cambiaba de opinión sobre la conveniencia de participar en la Duma: se opuso a participar en la primera pero defendió la participación en la segunda, aunque rechazó pactos con los diputados liberales. Según avanzaba la decadencia de la revolución, fue abandonando paulatinamente su defensa de un levantamiento armado para concentrarse en la utilidad del nuevo Parlamento como instrumento de propaganda del movimiento socialista; con este objetivo, abogó por la participación en la tercera Duma, elegida por un electorado más restringido que las anteriores. En el verano y el otoño de 1907, menguó su interés por la situación en Rusia y volvió a centrarse en los acontecimientos europeos; la confiscación de una selección de sus obras por la policía le decidió a abandonar el imperio a finales de año, temiendo ser arrestado. Partió para un nuevo exilio de diez años.
Mientras, continuaban los intentos de reunificar el partido en diversos congresos. El cuarto (1906), que Lenin suponía le sería favorable por el acercamiento de los activistas de las dos fracciones durante la revolución y su adopción de tácticas similares a las propugnadas por los bolcheviques, tuvo una mayoría menchevique. En el quinto (1907), por el contrario, sus partidarios contaron con mayoría. Para entonces las diferencias entre las dos corrientes se habían acentuado tanto como para que estos intentos de reunificación fracasasen.

### El periodo de reacción, exilio y nuevas disputas

#### Análisis de la revolución fracasada y preparación para la siguiente
Tras el fracaso de la Revolución de 1905, Lenin sostuvo que la tarea de los socialdemócratas era prepararse para una nueva revolución que acabaría con la autocracia e instauraría un Gobierno provisional de obreros y campesinos. Solo este tipo de Gobierno (la «dictadura democrática revolucionaria de obreros y campesinos») podría, en su opinión, instaurar una república democrática y derrotar a las fuerzas de la contrarrevolución. Para lograr este objetivo, defendía una estrategia basada en dos premisas: el mantenimiento del proletariado urbano como vanguardia de la revolución y la extensión del movimiento socialista a pesar de la represión gubernamental; para Lenin, estas dos tácticas habían conducido a la primera revolución y servirían para desencadenar la segunda.

#### Regreso a la teoría y a la vida de emigrado
Regresó a Ginebra en enero de 1908, pero los acontecimientos de la revolución fracasada hacían la vida de exiliado cada vez menos tolerable. Mientras el partido en Rusia sufría una profunda crisis causada por la persecución oficial, la indiferencia obrera e intelectual tras un periodo de intenso respaldo, la falta de fondos y la actividad de los infiltrados policiales que fomentaban la disolución de las células o el arresto de sus menguados miembros, Lenin se trasladó de Ginebra a París en diciembre de 1908, donde siguió con su habitual actividad como intelectual del partido: enfrascado en las disputas entre fracciones o preparando mociones para los diversos congresos. Estos años posrevolucionarios fueron para él principalmente una serie de interminables disputas con las diversas corrientes del partido que tenían sentido por la necesidad de que este adoptase las posiciones y objetivos que consideraba correctos. A pesar del trasladó a París, la situación no mejoró; el retorno a la inactividad y la intensificación de las disputas en el partido desanimaban a los exiliados. Lenin y Krúpskaya retomaron su vida de disputas en el partido, viajes continuos a distintas reuniones, observación de la situación internacional y disfrute de la naturaleza.

#### Ruptura en las filas bolcheviques
En el clima de reacción de los años posteriores a la revolución fallida de 1905, empezó a ejercer influencia entre los círculos socialistas rusos y alemanes una nueva filosofía, el empiriocriticismo. Sus principales representantes fueron Mach y Avenarius. Se trataba de una filosofía pretendidamente marxista, que buscaba abandonar el materialismo inspirándose en la reciente crisis de la física y en filosofías basadas en el método científico, como el positivismo. El enfrentamiento de Lenin a esta filosofía, que calificaba de idealista y de sucesora del berkeleísmo, se concretó en una de sus más importantes obras filosóficas: Materialismo y empiriocriticismo (1909). En esta desató un feroz ataque contra Aleksandr Bogdánov y los precursores alemanes del monismo, a la vez que criticaba el idealismo y la afirmación de la imposibilidad de conocimiento más allá de la propia conciencia. En una tensa reunión de Proletarii celebrada en París entre el 21 y el 30 de junio, la posición de Lenin resultó triunfante, los partidarios de Bogdánov pasaron a la oposición y este fue expulsado de la junta editorial; nuevamente, Lenin eliminaba del partido a los que consideraba heterodoxos, rompía relaciones con los principales intelectuales del partido y volvía al aislamiento dentro de la organización. El fracaso de la revolución acabó además con el pasajero acercamiento de bolcheviques y mencheviques; una vez asentada la reacción, las desavenencias resurgieron rápidamente. En una carta a Zinóviev escrita en esta época, Lenin expresaba su oposición a mencheviques, bogdanovistas y a Trotski, al que consideraba peor que las otras dos fracciones, a pesar de los intentos de este por cooperar con él. Durante los años previos a la guerra mundial, abundaron las disputas entre Lenin y estas tres agrupaciones, que alternaron las rupturas sucesivas con acercamientos efímeros. Con Plejánov, al que aún confiaba en poder atraer, sin embargo, mantuvo una actitud más cordial. Cada vez más, Lenin consideraba que la unificación del partido no debía llevarse a cabo mediante concesiones a las otras corrientes, sino por la aceptación por parte de estas de las posiciones que él sostenía. A pesar de la derrota de la revolución en Rusia, que afectaba a todas las corrientes del partido, en vez de tratar de reunificarlo mediante la cesión, Lenin se dedicó a acentuar las diferencias, tratar de que los partidarios de Bogdánov no fuesen reconocidos por los socialistas alemanes —que gestionaban los fondos del partido antes las constantes rencillas de sus miembros— como representantes legítimos del POSDR y castigar en sus escritos a los «liquidacionistas» y «revocadores».

#### Ruptura con los mencheviques
A finales del verano de 1910, asistió al congreso socialista internacional del Copenhague; aprovechó su visita al Báltico para ver a su madre en Estocolmo, última vez que pudo hacerlo antes de su fallecimiento en 1916. Ese mismo año, trabó amistad con Inessa Armand, decidida bolchevique, quien, según la mayoría de los autores, se convirtió pasajeramente en su amante, lo que no impidió la amistad de aquella con Krúpskaya ni acabó con su matrimonio. Ni este episodio, ni los frecuentes viajes y periodos de descanso de las actividades políticas aliviaron el creciente hastío por la vida en el extranjero especialmente cuando, a partir de 1912 con la matanza de las minas del Lena, comenzó a resurgir la oposición a la autocracia en Rusia y con ella la esperanza de los revolucionarios exiliados. La nueva oleada de protestas y huelgas y aumentó la militancia obrera; esta favoreció principalmente a los bolcheviques, que comenzaron a contar con mayorías en sindicatos y cooperativas. Ante la imposibilidad de volver aún a Rusia pero deseando seguir más de cerca los acontecimientos, se mudó de París a Cracovia acompañado por Zinóviev en 1912, poco después la conferencia de Praga, donde mejoró de ánimo por el parecido del ambiente con el ruso y el alejamiento de la comunidad emigrada y sus continuas disputas; allí se sentía solo «semiexiliado». Durante su estancia en Austria-Hungría, Lenin se dedicó a analizar tanto la situación en Rusia, que creía iba a llevar a un nuevo periodo revolucionario, como la internacional, caracterizada por tensiones cada vez mayores que conducían a la guerra, en su opinión consecuencia del imperialismo.
Las diferencias entre fracciones eran ya tan grandes que en 1911 Lenin abogaba por la separación en dos partidos. Deseaba expulsar de la formación a los liquidacionistas mencheviques  Tras diversas maniobras, se reunió la conferencia de Praga de enero de 1912. Fue uno de los hitos principales en la formación de un partido bolchevique separado de las demás fracciones socialdemócratas; asistieron dieciocho bolcheviques y dos mencheviques y Lenin la controló. Confirmó la división del partido con la formación de un nuevo comité central (que incluyó a Lenin, Zinóviev y a catorce activistas bolcheviques venidos de Rusia), aunque no sirvió para acabar con las disputas entre corrientes ni para obtener los fondos del partido custodiados por el Buró Socialista Internacional. Tuvo importantes consecuencias: Lenin ingresó en el comité central y se lo eligió como representante del partido ante el Buró, el 5 de mayo se fundó Pravda —en el que Lenin contribuyó con gran número de artículos— y se reunieron en torno a él la mayoría de los dirigentes que más tarde colaboraron con él durante la Revolución de 1917. En junio de 1914, y ante los intentos de Buró de retomar los intentos para reunificar las corrientes socialdemócratas rusas, publicó un artículo en el que dejó claro que la unidad solo se podría lograr si las demás fracciones aceptaban sus condiciones. Rechazando los intentos de los socialistas europeos de reconciliación entre las fracciones, probablemente solo el estallido de la Primera Guerra Mundial lo libró de la condena de aquellos por su oposición total a reconciliarse con los mencheviques, posición que, sin embargo, contaba cada vez con mayor apoyo en Rusia. Nuevamente, la segunda década de su carrera política acabó de forma parecida a la primera: con su casi total aislamiento de los emigrados pero con notable apoyo entre los activistas en Rusia. Lenin planeaba un sexto congreso del partido para el verano de 1914 que hubiese consumado la división con los mencheviques iniciada en la conferencia de 1912, a pesar de los intentos de reconciliación de los socialistas europeos.

### La Primera Guerra Mundial

#### Breve arresto y regreso a Suiza
A comienzos del verano de 1914, consideraba que la guerra podría reducir su trabajo al aislarle de Rusia pero no esperaba las consecuencias que para el socialismo europeo trajo la contienda. Al estallar la guerra mundial el 4 de agosto de 1914, Lenin se encontraba en su retiro veraniego de las montañas, en Poronin a los pies de los montes Tatra, donde había pasado los veranos anteriores desde su instalación en la Galitzia austrohúngara. Al día siguiente, tras semanas de protestas de los diversos partidos socialistas contra la guerra, recibió incrédulo la noticia de que los diputados socialistas alemanes habían aprobado los créditos de guerra en el Reichstag. Considerado sospechoso de espionaje, la policía registró su cabaña alquilada el 7 de agosto, requisó sus notas y le detuvo al día siguiente. Logró su liberación el 19 gracias a la intercesión del dirigente socialista Victor Adler ante el mismísimo ministro de Interior austriaco, a quien aseguró la hostilidad de Lenin al zarismo. Tras su liberación, recibió otra profunda impresión, la de los socialistas rusos que se alistaban en el Ejército francés; poco después partió en tren a Berna, en la neutral Suiza, a donde llegó el 5 de septiembre tras pasar por Viena. La aceptación de la ayuda de Adler, a quien Lenin criticaba habitualmente como «oportunista», era característica de Lenin: durante su carrera aprovechaba si lo creía necesario el sentimentalismo de sus adversarios; para él, el avance de lo que creía la verdadera revolución era su referente moral.

#### Ruptura del movimiento socialista por la guerra mundial
Si la guerra mundial acabó con el orden europeo anterior a la contienda, también destruyó el movimiento socialista hasta entonces conocido. El conflicto desbarató la unidad nacional de los partidos socialistas —divididos generalmente entre una mayoría que respaldaba la participación en la guerra y una minoría opuesta— y la solidaridad internacionalista entre las formaciones de los distintos países.
El bolchevique fue el único partido de izquierda que, casi unánimemente, se opuso a la Primera Guerra Mundial desde el principio. Para sus dirigentes, el apoyo de los socialdemócratas alemanes a los proyectos bélicos del káiser Guillermo II de Alemania supuso una auténtica conmoción. Nikolái Bujarin lo calificó de «traición», Aleksandra Kolontái tuvo que abandonar el Reichstag cuando se aprobó el presupuesto militar, y Lenin, que se encontraba en Suiza como Trotski, inicialmente se negó a creerlo. La acción de los alemanes desató un proceso en cadena en el que la mayoría de los socialistas de los distintos países que participaron en el conflicto apoyaron a sus respectivos Gobiernos, en vez de oponerse a la contienda. Las minorías internacionalistas opuestas a la guerra se mostraron incapaces de formar una alianza ya que los unía poco más que el rechazo del conflicto.

#### Rechazo de la guerra mundial y defensa de la guerra civil
El mismo día de su llegada a Berna, se reunía con algunos bolcheviques y planteaba la necesidad de redactar unas tesis para afrontar la guerra mundial. Expuso la necesidad de convertir la guerra mundial imperialista en una guerra civil: la contienda mundial debía servir para acelerar el proceso revolucionario tanto en cada país como internacionalmente. La actitud mayoritaria de los socialistas europeos de respaldo a sus respectivos Gobiernos le pareció una señal de oportunismo, una traición al socialismo revolucionario. Según Lenin, su posición no era un cambio respecto a la anterior al conflicto, eran la mayoría de los dirigentes socialistas los que habían cambiado de actitud con la guerra. Minoritario incluso entre los socialistas opuestos a la guerra, trató de formar una corriente izquierdista dentro de estos que rechazaba la paz como prioridad. Sostenía que solo la revolución, que podía temporalmente conllevar un incremento en los combates más que su reducción, podía acabar con la raíz capitalista de la guerra.
La guerra provocó el progresivo acercamiento de muchos mencheviques, como Kolontái o Trotski, a las posturas de Lenin. Su partido, igual que el Partido Social-Revolucionario, se había dividido entre la corriente «defensista» de Plejánov, que consideraba prioritario evitar la derrota militar de Rusia, y otra «internacionalista» de ideas pacifistas liderada por Mártov, a quien en principio se unió también Trotski, mayoritaria. Lenin, sin embargo, iba más lejos y aspiraba a aprovechar la guerra para provocar levantamientos obreros contra sus respectivos Gobiernos o incluso auténticas guerras civiles. Para Lenin, la guerra mundial era un conflicto imperialista, consecuencia natural de la última etapa capitalista y del deseo de las distintas potencias por la supremacía, de la que el proletariado no obtenía ventaja alguna, que había que denunciar sin ambigüedad y convertir en una lucha contra la burguesía para eliminarla del poder. En su opinión, los pacifistas estaban equivocados y la guerra civil era necesaria para derrocar el poder burgués.

#### Análisis de la guerra mundial: el choque de bloques imperialistas
Su análisis tenía una gran influencia de la obra Capital financiero del austrohúngaro Rudolf Hilferding, con la que compartía el surgimiento de empresas oligopólicas internacionales que fomentaban el imperialismo en la búsqueda de beneficios, causaban la carrera armamentística en su competencia mutua y llevaban a la guerra mundial. Lenin también compartía con Hilferding su convencimiento de que el imperialismo era la causa de la mejora de las condiciones de vida de ciertas capas obreras en los países más avanzados tecnológicamente; para él, este cambio explicaba la aparición de las corrientes revisionistas dentro del socialismo. Siguiendo a Hobson y a diferencia de Hilferding, Lenin sostenía además que el sistema se hallaba en su crisis final. Según Lenin, el conflicto no era más que un choque entre dos bloques capitalistas, el alemán y el franco-británico, que se disputaban el control de los mercados internacionales y buscaban la ruina de su adversario; Rusia no era más que un peón del segundo bloque. Tras la guerra, utilizó los tratados de paz de Brest-Litovsk y de Versalles para justificar este análisis. La internalización del capitalismo, indicada por Hilferding, Bujarin o Luxemburgo, le sirvió además para justificar la posibilidad de una revolución socialista en Rusia: al no ser ya nacional sino internacional el capitalismo, el desarrollo —condición necesaria para el surgimiento del socialismo según el análisis marxista— del país no resultaba crucial para el comienzo de la revolución, siempre que luego se extendiese a los países más desarrollados; la revolución podía tener lugar en la atrasada Rusia, pensaba Lenin, si luego se unían a ella las naciones más desarrolladas. El marco de análisis pasaba de ser nacional a internacional.
Según Lenin, las potencias no detendrían el enfrentamiento hasta haber logrado la derrota de sus rivales que había de otorgarles la primacía. Esto llevaría a una polarización de los bandos y, dentro de cada país, a la creciente búsqueda por parte del proletariado de organizaciones opuestas a la prolongación del conflicto. Esto conduciría finalmente a la revolución burguesa en Rusia y a la socialista en los países más avanzados de Europa occidental. A pesar de que esta posición era muy minoritaria al comienzo de la guerra, no dudó en sostenerla a lo largo del periodo bélico. Estaba convencido de que, con el avance de los combates, la mayoría del proletariado europeo acabaría respaldándola.

#### Ruptura con los defensistas
Denunció con dureza a aquellos socialistas que respaldaban a sus Gobiernos en la contienda ya que consideraba que engañaban a los trabajadores y los conducían a la defensa de los intereses de la burguesía. Disentía además de la mayoría de socialistas contrarios a la contienda en la posibilidad y conveniencia de resucitar la Segunda Internacional socialista en compañía de aquellos que habían respaldado a sus Gobiernos en el conflicto. A comienzos de 1916, se mudó a Zúrich para utilizar su biblioteca para la redacción de El imperialismo, fase superior del capitalismo , obra crítica con el Kautsky bélico; la mudanza, en principio temporal, se convirtió en permanente.
Llegó a considerar preferible una derrota rusa porque preveía que aceleraría la desintegración del Imperio zarista, para lo que también proponía estimular los movimientos nacionalistas internos. Aunque Bujarin, Kolontái, Trotski y otros dirigentes, como Lunacharski o Antónov-Ovséyenko, discrepaban en estas cuestiones de fondo, lo que veían como inactividad y pasividad en la estrategia menchevique, provocó su acercamiento a las tácticas más activas de Lenin y, hacia el final de la guerra en 1917, todos ellos estaban de su lado.

#### Actividad en el aislamiento
Mientras los contendientes se desangraban en las grandes batallas del conflicto, Lenin vivía como estudioso y escritor en la neutral Suiza, prácticamente aislado de Rusia y del resto del continente por la guerra. A pesar de las dificultades, retomó la publicación de El socialdemócrata y se dedicó de nuevo al estudio filosófico. Su repaso de ciertos filósofos, como Aristóteles o Hegel, lo convenció de la importancia de la dialéctica para entender las obras de Marx y lo llevó a afirmar que sus seguidores, al descuidarla, no habían sabido interpretarlas correctamente. Sus conclusiones, sin embargo, no se publicaron entonces.
Participó en la Conferencia de Zimmerwald en septiembre de 1915 pero, a pesar de que los socialistas reunidos eran mayoritariamente contrarios a la guerra, su posición quedó en minoría, como sucedió en la posterior Conferencia de Kienthal de abril de 1916.
También durante la guerra, Krúpskaya y Lenin sufrieron importantes pérdidas personales: el 20 de marzo de 1915 murió la madre de ella, habitual compañera del matrimonio, y el 25 de julio de 1916 lo hizo la de Lenin. Aunque Lenin mantuvo una actitud aparentemente impasible al recibir la noticia, visitó su tumba horas después de alcanzar Petrogrado en abril de 1917.

### Lenin y la revolución de 1917
Tras el estallido de la Primera Guerra Mundial, con la conmoción que supuso para los bolcheviques el apoyo de la socialdemocracia alemana a la misma, la situación lo convirtió en una figura clave cuando la evolución de la contienda se mostró abiertamente desfavorable para Rusia.
A pesar de esperar que pronto la guerra llevase a la revolución en Europa, la Revolución de Febrero y la caída de la monarquía en Rusia resultaron inesperadas para Lenin, como para otros muchos observadores del momento, tanto en Rusia como en el extranjero. El cambio en Rusia podía ser el comienzo de una revolución mundial que, en su opinión expresada poco antes, podría tardar décadas en acabar con el capitalismo mundial. La vida de bibliotecas, publicaciones y conferencias socialistas dio paso bruscamente a un deseo de los emigrados de regresar cuanto antes a Rusia.

#### LasCartas desde lejosy lasTesis de abril
El 15 de marzo de 1917, tuvo noticia de la Revolución de Febrero, la abdicación del zar, la formación del Gobierno provisional y del Sóviet de Petrogrado. Lenin, que llevaba exiliado diecisiete años salvo un breve intervalo de seis meses entre 1905 y 1906, al producirse la Revolución de Febrero se encontraba en Zúrich y deseaba volver a Rusia lo más pronto posible, algo extremadamente complicado en plena Primera Guerra Mundial.

El trayecto del viaje de Lenin desde Zúrich a Petrogrado, incluida la ruta en el tren sellado por el territorio de Alemania, en abril de 1917.

Ante la oposición británica incluso Trotski y Bujarin permanecían retenidos en Inglaterra a su regreso de los Estados Unidos, y fue Mártov el que propuso un canje de exiliados en Suiza a cambio de otros prisioneros alemanes. Francia también se mostraba opuesta al paso de los internacionalistas por su territorio y se descartó pronto el paso clandestino por Alemania. Como los bolcheviques eran opuestos a la guerra, el Gobierno alemán, que ya financiaba sus actividades, se mostró inmediatamente de acuerdo. En consecuencia, el Gobierno Provisional recelaba y el ministro de Asuntos Exteriores, Pável Miliukov, se oponía abiertamente en vista de la postura «derrotista» de Lenin y a su regreso a Rusia. A pesar de ser conscientes de poder ser acusados de colaboración con los alemanes, como así sucedió en efecto más tarde, treinta y dos emigrados solicitaron la mediación del socialista suizo Fritz Platten, que negoció con el embajador alemán su traslado a través del imperio hasta Suecia, desde donde habían de pasar a Finlandia antes de alcanzar Petrogrado. La mayoría de los emigrados rusos afincados en Suiza acabó aceptando la oferta alemana de regresar a Rusia a través de su territorio. El 27 de marzojul./ 9 de abrilgreg., Lenin inició el viaje en un tren «sellado», que los alemanes dejaron circular sin inspecciones de ningún tipo y llegó a la Estación de Finlandia de Petrogrado la noche del 3 de abriljul./ 16 de abrilgreg.. El tren sellado había partido de Gottmadingen en la frontera germano-suiza hasta Sassnitz donde la treintena de emigrados tomaron un transbordador a Suecia. El que los alemanes no pudiesen subir al tren y contactar con los rusos era una condición que Lenin esperaba sirviese para reducir el impacto negativo del viaje en su imagen; un Gobierno enemigo permitía el paso (como había sucedido en Austria-Hungría en 1914) a un enemigo del Gobierno ruso.

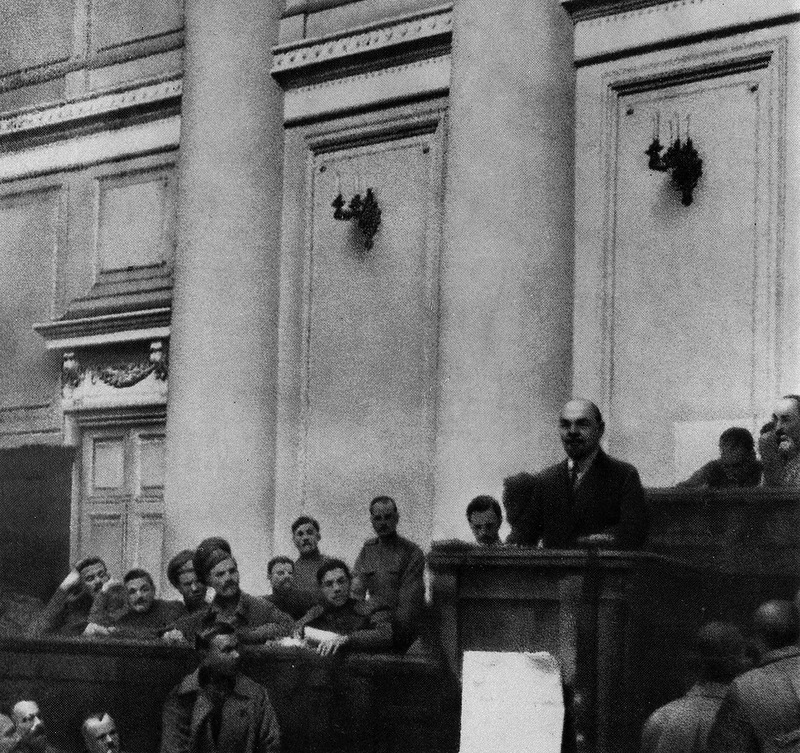
Lenin presentando sus Tesis de abril ante el Sóviet de Petrogrado en abril de 1917 en el Palacio Táuride.

Inmediatamente después de su llegada a la capital, acabó con el carácter festivo de la recepción con un discurso en el que criticó duramente al Gobierno provisional y la actitud del Sóviet de Petrogrado y que incluyó los puntos fundamentales de sus Tesis de abril. En estas Lenin desgranó una serie de conceptos claves de su programa para el periodo interrevolucionario: rechazo frontal al defensismo revolucionario, negativa a apoyar al Gobierno provisional y decisión de denunciar sus acciones, necesidad de transferir el poder estatal a los sóviets, exigencia de creación de una república soviética y no parlamentaria o la consideración de que el poder debía pasar a los obreros y campesinos pobres en una segunda revolución. Las Tesis de abril eran, en realidad casi una repetición de las ya planteadas en octubre de 1915: rechazo del Gobierno de «chovinistas revolucionarios» empeñado en continuar la guerra, apoyo al traspaso del poder a los sóviets, defensa de la ocupación campesina de tierras o uso de la diplomacia para convertir la guerra mundial en una guerra civil. Nuevamente, reiteraba su convencimiento de que la revolución democrática en Rusia facilitaría una socialista en Europa, condición fundamental para que Rusia pudiese pasar también al socialismo. Los dirigentes políticos de la capital rechazaron en general las tesis, pero estas permitieron el surgimiento de una fuerte corriente de oposición izquierdista, tanto al Gobierno como a las posiciones del Sóviet de Petrogrado, dirigida por Lenin. Lenin rechazaba asimismo cualquier acercamiento con el resto de formaciones socialistas ya que consideraba fundamental la total independencia del partido para la lucha que debía conducir al establecimiento del sistema comunista y que, en su opinión, los otros partidos podían estorbar. Esta transición conllevaría un enfrentamiento civil, necesario por el enfrentamiento entre clases y para el triunfo del proletariado sobre las clases explotadoras a nivel mundial.
En la conferencia del partido celebrada entre el 24 de abriljul./ 7 de mayogreg. y el 29 de abriljul./ 12 de mayogreg., logró que este aceptase la preparación de una nueva revolución, rechazase la cooperación con partidos no socialistas, criticase al Gobierno y al Sóviet de Petrogrado, acentuase la división con los mencheviques, exigiese la paz inmediata y la aplicación de profundas reformas económicas y sociales, tensase las relaciones con las fuerzas burguesas, incluso a riesgo de provocar una guerra civil y aceptase la revolución rusa como la primera de una serie de revoluciones europeas que debían acabar con la guerra. Para entonces, ya había logrado el apoyo de la mayoría de los delegados de los distritos de Petrogrado. La fecha de la nueva revolución, sin embargo, quedó sin fijar, en parte para facilitar el acuerdo entre la corriente más moderada y la más radical del partido. Aunque inicialmente con escaso respaldo popular y sin poder político, la actitud que Lenin logró imponer en el partido hizo que este se convirtiese en el principal beneficiario de la creciente crisis política, económica y social ya que lo convirtió en el partido de oposición por excelencia. Su radicalismo fue cobrando apoyos según fue aumentando la crisis en el verano y el otoño de 1917. En apenas unas semanas tras su regreso a Rusia y mediante una intensa campaña de propaganda en la organización, Lenin había conseguido arrebatar la dirección del partido a la corriente moderada encabezada por Kámenev que abogaba por convertirlo en una oposición pacífica al Gobierno y alinearlo con las exigencias revolucionarias más radicales de la población.
El día siguiente, Lenin presentó, sin apenas conocimiento de la situación concreta en el territorio ruso y por su cuenta y riesgo, sus célebres Tesis de abril.
En estas tesis, Lenin aborda las siguientes cuestiones:
- Rechazo de la guerra imperialista, sometida a los intereses del capital. Estos mismos intereses hacen imposible una paz que sea realmente democrática, no impuesta por la fuerza, y sin anexiones.
- En Rusia se ha pasado de la primera etapa de la revolución (que da el poder a la burguesía) a la segunda, que debe poner ese poder en manos del proletariado y de los campesinos pobres.
- Desenmascarar el Gobierno Provisional como gobierno de capitalistas, y negarles todo apoyo.
- Reconocimiento de que el Partido se encuentra en minoría en los sóviets. Necesidad por tanto de explicar y difundir sus posturas, desde una minoría crítica.
- Reivindicación no de una república parlamentaria, sino de una república de los sóviets. Dentro de la cual se supriman policía, ejército y burocracia, sin que la remuneración de todos los funcionarios exceda nunca el sueldo de un obrero cualificado.
- Reforma agraria. Confiscación de las tierras de los terratenientes. Nacionalización de todas las tierras que se pondrán a disposición de los Sóviets locales.
- Fusión de los bancos en un banco único bajo el control de los sóviets.
- Prioridad del control democrático de la producción y distribución por parte de los sóviets, antes que "implantación" inmediata del socialismo.
- Como tareas del Partido: (1) Celebración de un nuevo Congreso. (2) Modificación del programa en relación con la posición ante el imperialismo y ante el Estado, y reforma del programa mínimo. (3) Cambio de denominación del Partido, que ha de pasar de "socialdemócrata" a la de Comunista.

En este momento, fue cuando Lenin se encontró completamente solo. El ala derecha de su partido lo acusa de anarquismo, de aventurerismo y de apelar a una guerra civil. El ala izquierda se apropia de las Tesis para convertirlas en un programa inmediato para derrocar al Gobierno provisional. En realidad, por las circunstancias en que se pronunciaron y por la actitud posterior del propio Lenin (que se alió con esa ala derecha y en contra de los izquierdistas durante la Conferencia de abril del Partido Obrero Socialdemócrata de Rusia), parece más sensato inclinarse por una interpretación menos tajante. Las Tesis pretenden ir poniendo sobre la mesa un programa de medio-largo plazo, una trayectoria política que se debe ir siguiendo durante los meses posteriores.

#### Las Jornadas de Julio y la clandestinidad

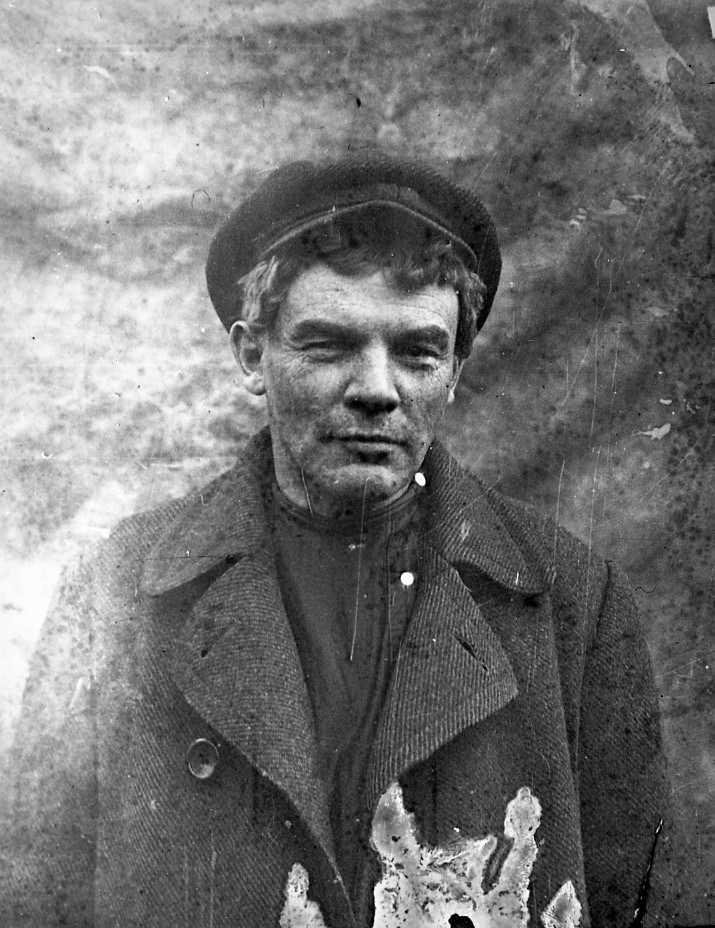
Lenin disfrazado de obrero para pasar a Finlandia durante su último periodo en la clandestinidad en el verano de 1917, tras el fracaso de las Jornadas de Julio.

A pesar de la tensión en la capital, el 29 de juniojul./ 12 de julio de 1917greg. la abandonó para descansar unos días en Neivola, un pueblo finlandés a unas cuatro horas en tren de Petrogrado. Ya en abril, Lenin se había mostrado cansado y se había quejado de cefaleas, quizá primeros síntomas de la arteriosclerosis cerebral que acabaría matándolo en 1924. El comité central tuvo que enfrentarse a su mayor crisis, las Jornadas de Julio, sin Lenin, que mientras descansaba en la dacha de su secretario Vladímir Bonch-Bruyévich. Regresó a la capital a toda prisa la mañana del 4 de juliojul./ 17 de julio de 1917greg., convocado por el comité central, que finalmente había decidido respaldar, aunque con gran renuencia, las protestas de la población, ya que no había podido acabar con ellas. Aunque se mostró favorable al traspaso del poder gubernamental a los soviets, se mostró escéptico sobre la posibilidad de éxito de las protestas, actitud que se reflejó en sus declaraciones a los manifestantes. Tras el fracaso del intento de acabar con el Gobierno provisional, se desató un periodo de represión y el Gobierno ordenó el arresto de Lenin, junto con el de otros dirigentes del partido. La mayoría se entregaron a las autoridades, salvo Lenin y Zinóviev quienes, tras sopesar entregarse, decidieron el 8 de juliojul./ 21 de julio de 1917greg. pasar a la clandestinidad. Al día siguiente, abandonaron la capital y se instalaron en la casa de un obrero capitalino en Razliv, una aldea a unos 30 km de Petrogrado, escondiéndose en el granero. A pesar de algún momento de tensión por la persecución de las autoridades —cada vez menos intensa—, los fugitivos pudieron disfrutar de unas semanas de descanso en el campo que Lenin aprovechó para volver a escribir. Sus artículos volvieron a aparecer en la prensa bolchevique el 26 de juliojul./ 8 de agosto de 1917greg. y retomó la redacción de El Estado y la revolución. Inseguro aún tan cerca de la capital, decidió trasladarse a Finlandia, donde contó con la cooperación de los socialdemócratas finlandeses, cercanos a los bolcheviques. Disfrazado de obrero, con peluca y afeitado, y más tarde de fogonero, llegó a Helsinki el 10 de agostojul./ 23 de agosto de 1917greg.. En la ciudad, cambió varias veces de residencia, cobijado siempre por los socialistas locales, y se dedicó a la redacción de El Estado y la revolución, de artículos para los periódicos bolcheviques y de cartas al comité central.
Lenin aprovechó los meses de exilio para terminar de redactar su importante obra El Estado y la revolución, de la que había dejado una copia del manuscrito a Kámenev con órdenes de publicarlo si no regresaba, que había de sentar las bases teóricas respecto de la toma del poder del Estado, la transformación del Estado burgués en un Estado socialista (compuesto esencialmente por los órganos de masas: sóviets de obreros, soldados, etc.), y la extinción de este como paso progresivo hacia el comunismo. Tras un breve titubeo sobre la conveniencia de forjar un nuevo sistema estatal basado en los sóviets después del fracaso de las Jornadas, volvió a defenderlo a finales del verano y comienzos del otoño. El objetivo no era formar un gabinete con ministros provenientes del consejo capitalino, sino sustituir la Administración heredada del zarismo por una nueva basada en los sóviets. El partido se convirtió en el principal defensor de la popular fórmula «todo el poder para los sóviets», que contenía el anhelo de profundos cambios y era símbolo del cambio radical que encarnaba, tanto para seguidores como para adversarios. Junto con otros grupos de extrema izquierda como los anarquistas, los mencheviques internacionalistas o los socialrevolucionarios de izquierda, el partido fue creciendo en respaldo popular a lo largo de finales del verano y principios del otoño, mientras Lenin permanecía en la clandestinidad. Mientras, el Gobierno provisional y los socialistas moderados, empeñados en eliminar la violencia de las ciudades y el campo pero sin satisfacer las ansias de cambio de la población, se fueron debilitando. Para Lenin, la nueva coalición encabezada por Kérenski surgida tras las Jornadas de Julio era una dictadura bonapartista interesada únicamente en el mantenimiento del orden. El nuevo Gobierno, en efecto, retomó la pasividad respecto al problema agrario anterior a la crisis de julio. El fracaso al final del verano del golpe de Kornílov favoreció principalmente a los bolcheviques. Para una proporción creciente de la población, la defensa de los socialistas moderados de la coalición con las fuerzas burguesas no favorecía más que a estas y estaba llevando al país a la ruina, análisis defendido por el partido de Lenin.
Desde finales de septiembre y habiendo descartado ya la cooperación con mencheviques y socialrevolucionarios —contemplada brevemente durante el golpe de Kornílov—, a los que consideraba traidores al marxismo y cómplices de la burguesía, comenzó a reclamar con vehemencia la toma del poder por el partido mediante un alzamiento armado, convencido del favor popular por los bolcheviques, reflejado en las victorias en las elecciones a los sóviets del otoño. Para Lenin, la debilidad del Gobierno, el desprestigio de los partidarios de la coalición social-burguesa, las nuevas mayorías bolcheviques en los sóviets, la inestabilidad en el campo y la situación revolucionaria en otros países beligerantes hacían imperiosa la necesidad de una insurrección inmediata. Convencido de que la oportunidad para hacerse con el poder era única por la situación en Rusia y en Europa, enfatizaba la necesidad de preparar un alzamiento inmediato, sin esperar al próximo congreso de los sóviets. La actitud mayoritaria de los delegados al congreso parecía respaldar un Gobierno de coalición de las formaciones socialistas, que Lenin rechazaba. Su actitud, opuesta ya a la cooperación con otros grupos socialistas, resultó minoritaria en la dirección del partido. La oposición moderada, encabezada por Lev Kámenev y Grigori Zinóviev, y contraria a alzarse contra el Gobierno o a aislarse de los demás grupos socialistas, prevaleció ante la ausencia de Lenin, aunque la posición principal fue la intermedia de Trotski: favorable a un levantamiento antigubernamental pero no en solitario, sino en nombre del Congreso de los sóviets. Contrario a esperar, Lenin decidió abandonar su refugio finlandés y regresar a la capital rusa para defender sus posiciones. Se ocultó en un apartamento al norte del distrito petersburgués de Výborg, mayoritariamente partidario de los bolcheviques. A pesar de lograr el apoyo del comité central para la preparación del alzamiento en la reunión del 10 de octubrejul./ 23 de octubregreg., la resolución aprobada no le puso fecha, no suponía que fuese a realizarse antes del congreso, como había defendido Lenin, ni se realizaron preparativos serios para ello. En la práctica, la mayoría optó por ligar la toma del poder al próximo Segundo Congreso de los Sóviets, que debía celebrarse dos semanas más tarde.
A su vuelta, en octubre, se inicia el proceso que culminará el 7 de noviembre (según el calendario gregoriano) con la toma del Palacio de Invierno. Su llegada a la sede del Sóviet de la capital la noche del 24 de octubrejul./ 6 de noviembregreg. —que contravenía las órdenes del comité central de seguir escondido y casi le cuesta el arresto por una patrulla— junto con la debilidad gubernamental percibida a lo largo del día hizo que se acentuase el carácter ofensivo de las acciones del Sóviet de Petrogrado durante la Revolución de Octubre. Durante la madrugada, el Sóviet de Petrogrado comenzó a hacerse con el poder antes de la inminente apertura del Congreso de los sóviets ese mismo día, como había defendido Lenin a lo largo del otoño. Lenin retrasó la apertura del Congreso todo lo posible para presentar ante este el hecho consumado del derrocamiento del Gobierno provisional. En la primera sesión, presentó la proclama del derrocamiento y la toma del poder por el Congreso y los Sóviets. En la segunda sesión del Segundo Congreso Panruso de los Sóviets (7-9 de noviembre de 1917), recién abandonada la clandestinidad la noche anterior, presentó los dos decretos (sobre la propiedad de la tierra y sobre la paz) que debían servir de cimientos para el nuevo Gobierno surgido del congreso. El Decreto sobre la Paz, aunque vago sobre la actitud del nuevo Gobierno en caso de que su oferta de paz fuese rechazada, era fundamental para ganarse el favor de las tropas, hartas de la contienda. El Decreto sobre la tierra, que entregaba las haciendas a los sóviets campesinos sin compensar a sus antiguos dueños y abolía la propiedad de la tierra, era asimismo fundamental para lograr el respaldo campesino al nuevo Gobierno, lograba el respaldo de los socialrevolucionarios de izquierda —en cuyo programa se basaba— y legalizaba un proceso que ya se estaba produciendo en la práctica. Finalmente, el congreso aprobó la formación de un nuevo Gobierno, el Consejo de Comisarios del Pueblo (Sovnarkom), presidido por Lenin y constituido completamente por «comisarios» (ministros) bolcheviques.

### Presidente del Consejo de Comisarios del Pueblo (Sovnarkom)

#### Gobierno bolchevique o de coalición y disolución de la Asamblea Constituyente
Favorable a la coalición con los socialrevolucionarios de izquierda como representantes del campesinado pero opuesto firmemente a la alianza con otros grupos socialistas (postura con notable respaldo popular por la oposición a la coalición con las fuerzas burguesas), logró que fracasasen los intentos de formar una gran coalición de todos los partidos socialistas, impuestos por el sindicato de ferroviarios (Vikzhel) pocos días después. Consideraba las negociaciones, favorecidas por la corriente moderada del partido y que finalmente fracasaron, como una mera estratagema para ganar tiempo en el que afirmar el control político del Sovnarkom. Amenazando con escindir el partido, logró el apoyo mayoritario del comité central para asegurar un Gobierno mayoritariamente bolchevique y la derrota de la corriente más conciliadora con los otros partidos socialistas —por su parte, intransigentes en sus exigencias durante la negociación—. Decidido a implantar una dictadura unipartidista, tuvo que actuar en nombre de los sóviets a pesar de que el poder real residía en el partido. A pesar de subordinar formalmente el Sovnarkom al Comité Ejecutivo Central Panruso, tanto para mantener la ficción de poder soviético y no bolchevique como para asegurarse el apoyo de los socialrevolucionarios de izquierda —necesario tras la toma del poder—, ya desde esta primera crisis sobre la composición del Gobierno de noviembre de 1917 el primero podía en la práctica gobernar por decreto.
Trató en vano de anular las elecciones a la Asamblea constituyente, a la que no tenía intención de ceder el poder recién obtenido en caso de derrota electoral bolchevique; su celebración, sin embargo, apaciguó a parte de la oposición, convencida de poder apartar a los bolcheviques del poder en la Asamblea. A pesar de sus anteriores críticas al Gobierno provisional por su tardanza en convocar la asamblea y de haber afirmado que solo el Gobierno soviético garantizaba su reunión, una vez que quedó clara la derrota bolchevique en las elecciones —en las que obtuvieron alrededor de un cuarto de los votos—, lanzó una campaña de desprestigio y de amenazas hacia la institución. En diciembre publicó una serie de tesis en las que afirmaba la superioridad del Gobierno soviético sobre la Asamblea, a la que exigía que se limitase a aceptar las medidas aprobadas por aquel. Comprometido a celebrar las elecciones a la Asamblea constituyente, rechazaba cualquier autoridad que no fuese la de los sóviets, incluyendo la de la Asamblea. Privada de parte del apoyo popular precisamente por la medidas aprobadas antes por Lenin, que colmaban parte de las expectativas políticas de la población, el Gobierno disolvió la Asamblea tras la primera sesión el 6 de enerojul./ 19 de enero de 1918greg.. La disolución forzosa, impuesta cuando la Asamblea rechazó el reconocimiento de la autoridad suprema de los sóviets y del Gobierno de Lenin, culminó el proceso de polarización política que condujo a la guerra civil.

#### Al frente del Gobierno
El 12 de marzo de 1918, Lenin, Krúpskaya y el Gobierno soviético se mudaron a Moscú por motivos de seguridad militar y se instalaron en unas habitaciones del Kremlin de Moscú, junto a la sala de reuniones gubernamental. Fue el último traslado de Lenin, que ya solo abandonó Moscú para descansar en dachas cercanas a la nueva capital. Después de su traslado a Moscú, se puso a su disposición una pequeña mansión en la cercana población de Gorki.
De sesiones nocturnas diarias al comienzo del periodo peterburgués, el Sovnarkom presidido por Lenin pasó a reunirse menos frecuentemente —un par de veces por semana—, especialmente tras la creación de organismos como el «Pequeño Sovnarkom» o la Junta de Defensa a los que se delegó parte de las decisiones gubernamentales. El «Pequeño Sovnarkom», encargado de asuntos de menor importancia delegados por el Sovnarkom, estaba controlado por Lenin, que seguía con atención lo tratado también aquí, a pesar de su intensa actividad en el Sovnarkom. Las decisiones del órgano tenían la misma autoridad que las del Sovnarkom si las aprobaba el presidente del Sovnarkom —el propio Lenin— sin necesidad de obtener la aprobación de este último. En ocasiones, utilizaba las prerrogativas del «Pequeño Sovnarkom» para imponer una acción contraria a la que podría aprobar el Sovnarkom o que deseaba aprobar rápidamente, simplemente enviando a este sus preferencias y rubricándolas más tarde como presidente del Sovnarkom.
Lenin, centro del Gobierno, dio en general prioridad al Sovnarkom frente a los órganos del partido y fue en su seno en el que desarrolló la mayor actividad hasta su enfermedad final. Lenin desarrolló una intensa actividad no solo en la presidencia del Sovnarkom, sino también en la de la Junta de Defensa y en el «Pequeño Sovnarkom» mediante la extrema atención a sus tareas. A pesar de ser el miembro con mayor autoridad del comité central del partido, principal representante en sus congresos y habitual presidente de las sesiones del poliburó, sus únicos cargos oficiales eran los de presidente del Sovnarkom y de la Junta de Defensa. Nunca tuvo un cargo oficial en el partido que le otorgase autoridad sobre la organización. Tras la toma del poder, la actividad principal de Lenin se desarrolló en las tareas de gobierno, que relegaron a un papel secundario a las del partido. Su carácter, método de trabajo e intereses, sin embargo, marcaban toda la estructura central del poder soviético. Personalidad dominante del Gobierno, efectivo presidente y respetado dirigente, su estilo de gobierno se caracterizaba por una intensa actividad e intervención en gran variedad de tareas, facilitada por su gran capacidad de trabajo y dominio de los detalles. A menudo al tanto al detalle de asuntos de los diversos comisariados, participó con especial intensidad en la nacionalización de la industria en 1918, las operaciones militares —junto con Trotski—, la política exterior y las medidas de recuperación económica aplicadas en 1921 y 1922. Brillante táctico, gran persuasor en busca de apoyos para sus puntos de vista y buen organizador, tendía a buscar los apoyos mínimos necesarios para sacar adelante sus objetivos sin excesivas cesiones.

#### Los peligros y crisis del Sovnarkom y fortalecimiento del Politburó
Antes de un breve periodo de alegría por la situación internacional a finales de 1918 y comienzos de 1919 que parecía augurar efectivamente la extensión de la esperada revolución mundial, Lenin tuvo que enfrentarse a una serie de crisis que tuvo que superar para mantener su gobierno. El 3 de marzo de 1918, Rusia firmó una paz humillante con los Imperios Centrales; Lenin tuvo que usar toda su influencia para lograr que los renuentes bolcheviques aceptasen este tratado. El 6 de julio, los socialrevolucionarios de izquierda desencadenaron un alzamiento en protesta por la política exterior e interior de los bolcheviques cuya supresión puso fin a la pluralidad en los sóviets. También en el verano, se agudizó la guerra civil. El 30 de agosto, el propio Lenin sufría un grave atentado a manos de Fanni Kaplán que desencadenó el terror rojo.
Sus ausencias de la capital desde mediados de 1921 aceleraron el proceso que hizo del Politburó del partido el centro del poder político soviético en detrimento del Sovnarkom. Aunque el propio Lenin había contribuido al remitir a aquel decisiones que rechazaba del Sovnarkom, mientras se mantuvo activo la tendencia fue lenta. Una vez ausente, el cambio se aceleró, en parte por la falta de autoridad de sus suplentes; a pesar de sus intentos de contrarrestar el proceso durante la primavera de 1922, el fracaso de los vicepresidentes otorgó un poder creciente al partido frente al Gobierno y, en especial, al Orgburó y la secretaría del comité central, controlados por Stalin. Asuntos que antes habían gestionado el Sovnarkom o los distintos comisariados pasaron durante las ausencias de Lenin a depender de los organismos del partido dominados por Stalin; también durante 1922, surgió la cercanía entre este, Kámenev y Zinóviev que al año siguiente se convirtió en la práctica en un triunvirato que gobernaba el politburó y, a través de él, la política del país. A finales del verano, Lenin trató de ampliar el Sovnarkom con dos nuevos miembros del politburó (Kámenev y Trotski) para tratar de reforzar aquel. La mengua de su actividad en el Gobierno condujo a una mayor reglamentación de sus órganos, para hacerlos menos dependientes de Lenin. A comienzos de 1922, trató de mejorar la actividad gubernamental mediante una serie de recomendaciones a los nuevos vicepresidentes del Sovnarkom, Tsyurupa y Rýkov: mayor responsabilidad de los comisariados y menor número de tareas para los organismos centrales (Sovnarkom, Pequeño Sovnarkom y Junta de Defensa); menos legislación y mejor aplicación de la existente; y mayor control de los nombramientos.
Tras el fracaso del sistema de vicepresidentes —que no logró detener el crecimiento en importancia del politburó a costa del Sovnarkom—, Lenin dedicó notables esfuerzos tras su recuperación de la segunda mitad de 1922 a tratar de restaurar el poder de este. Solo su presencia al frente del organismo y de sus dependientes (el «Pequeño Sovnarkom» y la Junta de Defensa) ralentizaba su decadencia, que trató de detener durante las últimas semanas del año proponiendo reformas en su funcionamiento. La recaída en su enfermedad en diciembre, sin embargo, desbarató los planes de reforma. Cada vez más insatisfecho con la situación política (crecimiento de los órganos del partido frente a los del Gobierno, burocracia, confusión y medidas que consideraba erróneas), sensación que se acentuó con su regreso a la actividad gubernamental en octubre de 1922 y que culminó con la crisis georgiana, sus intentos de reforma fracasaron ante la enfermedad que lo incapacitó.

#### Periodos de gobierno
El periodo de gobierno de Lenin en Moscú se suele dividir habitualmente en tres fases: la «pacífica» y breve entre la firma del Tratado de Brest-Litovsk con los Imperios Centrales y la intensificación de la guerra civil en el verano de 1918; la de la guerra civil y la guerra con Polonia, de unos dos años y medio de duración; y finalmente la de la posguerra, marcada por la implantación de la Nueva Política Económica.
Durante la primera fase, el Gobierno se instaló en el Kremlin de Moscú, el régimen extendió su control por el país tanto mediante la toma de la dirección de los sóviets como mediante el uso de nuevos organismos como la Checa, el Ejército Rojo o la organización de suministro de alimentos. Se abandonó el modelo de «creatividad de las masas proletarias» que no estaba conduciendo al establecimiento del socialismo como Lenin había esperado y se impuso la «férrea disciplina proletaria», en la práctica un modelo más autoritario y dictatorial tanto en economía como en política. Para Lenin, la dictadura era el sustituto indeseable de la autodisciplina impuesta por la conciencia de clase. Esta época se denomina comunismo de guerra.
Durante la segunda, hubo de enfrentarse al Movimiento Blanco, apoyado por las potencias Aliadas y el territorio bajo su autoridad se redujo a las provincias centrales del antiguo imperio; más tarde, desde marzo de 1920 hasta principios de 1921, combatió con la nueva Polonia independiente. Durante este periodo, las necesidades militares marcaron la actividad gubernamental. El fin del control obrero y otros experimentos de democracia directa y su sustitución por una burocracia jerárquica, la nacionalización y dirección estatal de la industria y las requisiciones de grano al campesinado, que ya habían comenzado en la fase anterior, se agudizaron en este segundo periodo convirtiéndose en el llamado «comunismo de guerra», caracterizado por el control y la represión. Los sóviets perdieron su poder, que pasó a manos de los representantes locales del Consejo Militar Revolucionario del Ejército Rojo, de la Checa o de otros organismos de emergencia en las provincias. A la vez, surgió una jerarquía comunista controlada por una red de secretarios del partido coordinada desde Moscú por la Orgburó y el Politburó —nuevos organismos que fueron arrinconando al comité central— y que fue extendiendo su autoridad sobre las agencias estatales.
El último periodo, que comenzó aproximadamente con el X Congreso del partido, se caracterizó por la restauración parcial de la economía de mercado, el fin de las requisiciones al campesinado y su sustitución por un impuesto en especie, la reducción del poder de los «órganos de emergencia», la resurrección parcial de los sóviets —aunque bajo estricto control del partido—, la supresión de la disidencia interna, el reforzamiento del control político por el partido y la extensión del control gubernamental por las provincias del antiguo imperio, paso previo a la creación de la Unión de Repúblicas Socialistas Soviéticas a finales de 1922. Este último cambio político y económico se debió en gran medida a la necesidad de ceder a la gran oposición del campesinado a continuar con las exacciones soportadas durante la guerra civil una vez derrotados los ejércitos «blancos», que había causado en parte una desastrosa reducción de la producción de alimentos.
Una vez elegido presidente del Consejo de Comisarios del Pueblo (equivalente a primer ministro) y ante el peligro de una invasión alemana, Lenin argumentó que Rusia debía firmar de forma inmediata un tratado de paz. Otros líderes bolcheviques como Bujarin abogaban por la continuación de la guerra como forma de fomentar la revolución en Alemania. León Trotski, quien lideraba las negociaciones, optaba por una postura intermedia, postulando un tratado de paz que no implicara ganancias territoriales para ninguna de las partes. Cuando las negociaciones se colapsaron, Alemania lanzó una invasión que resultó en la pérdida de muchos territorios del oeste de Rusia. Como resultado de este giro de los acontecimientos, las posiciones de Lenin obtuvieron el apoyo de la mayoría de los líderes bolcheviques, y Rusia firmó el Tratado de Brest-Litovsk en términos desventajosos (marzo de 1918). El partido bolchevique fue renombrado como Partido Comunista de Rusia (bolchevique), que posteriormente se convirtió en el Partido Comunista de la Unión Soviética.
Aceptando que los sóviets eran la única forma de gobierno obrero legítimo, Lenin abolió la Asamblea Constituyente Rusa. Los bolcheviques perdieron la votación entonces, ganando las elecciones el Partido Socialista Revolucionario, aunque dividido en facciones pro y antisóviets. Los bolcheviques, aliados con los socialrevolucionarios de izquierda, tenían el apoyo mayoritario en el Congreso de los sóviets, y formaron coalición de gobierno con los socialrevolucionarios de izquierda. Sin embargo, la coalición se hundió tras la oposición de los Social-Revolucionarios de izquierda al Tratado de Brest-Litovsk, que se unieron a otros partidos buscando derrocar al Consejo de Comisarios del Pueblo|gobierno soviético (Sovnarkom). La situación degeneró con todos los partidos no bolcheviques (incluyendo los grupos socialistas) buscando de forma activa el derrocamiento del poder de los bolcheviques.
El 30 de agosto de 1918, Fanni Kaplán, miembro del Partido Socialista Revolucionario, se aproximó a Lenin después de que este hubiera hablado en un mitin y mientras se dirigía a su coche, le llamó la atención y cuando Lenin se volvió a responder, le disparó tres tiros, dos de los cuales impactaron en un hombro y en un pulmón. Lenin fue transportado a sus apartamentos privados en el Kremlin y rehusó ser ingresado en un hospital, creyendo que otros asesinos podrían esperarlo allí. Se llamó a varios médicos, pero éstos decidieron que era demasiado peligroso extraer las balas. Lenin se recuperó, pero su salud se resintió a partir de este suceso y se cree que este incidente contribuyó a sus últimos infartos.

Lenin realizando un discurso.

En marzo de 1919, Lenin y otros líderes bolcheviques junto a varios marxistas revolucionarios de todo el mundo crearon la Tercera Internacional, también conocida como Internacional Comunista, o Komintern, cuyos miembros, incluyendo a Lenin y a los mismos bolcheviques, se escindían del más amplio movimiento socialista identificado con la Segunda Internacional. A partir de este momento serían conocidos como comunistas.
Mientras tanto, una guerra civil asolaba Rusia. Una amplia variedad de movimientos políticos y sus seguidores tomaron las armas para apoyar o derrocar al gobierno soviético. A pesar de que había muchas facciones diferentes involucradas en la guerra civil, las dos fuerzas principales fueron el Ejército Rojo formado y dirigido por Trotski (comunista) y el Ejército Blanco, formado por una relativa minoría adepta o partidaria al antiguo régimen zarista (o en algunos casos contraria al recién constituido) impulsado por poderosos líderes militares como Kolchak, Denikin y Yudénich, pero que recibiría el apoyo abrumador y decisivo de potencias extranjeras como Francia, Gran Bretaña, Canadá, Estados Unidos y Japón, además de otros 16 países, que intervendrían también en esta guerra (en apoyo del Ejército Blanco). El Ejército Rojo ganó la guerra, derrotando a las fuerzas de la Rusia Blanca y sus aliados en 1920 (a pesar de esto, algunos islotes de pequeñas tropas continuarían la lucha durante muchos años más).
En los últimos meses de 1919, los éxitos contra las fuerzas del Ejército Blanco convencieron a Lenin de que era el momento de extender la revolución hacia el Oeste, por la fuerza si fuera necesario. Cuando la recién independizada Segunda República de Polonia comenzó a asegurar sus territorios orientales, anexionados por Rusia en las particiones de Polonia a finales del siglo XVIII, se enfrentó a las fuerzas bolcheviques por la dominación de estas áreas, lo que contribuyó al estallido de la guerra Polaco-Soviética de 1919. Con la revolución alemana y la Liga Espartaquista en pleno auge, Lenin vio esto como la oportunidad perfecta para penetrar en Europa con las bayonetas del Ejército Rojo. Lenin veía a Polonia como el puente que el Ejército Rojo debía cruzar para unir la Revolución rusa con los seguidores comunistas de la Revolución Alemana, y para ayudar a otros gobiernos comunistas en Europa Occidental. La derrota de la Rusia soviética en la guerra polaco-soviética, sin embargo, invalidó estos planes.
A estas alturas ya había conducido a la muerte o al presidio, con la colaboración de Trotski, a casi todos los anarquistas de Rusia, por promover, según los bolcheviques, revueltas contra el gobierno soviético, especialmente entre el campesinado, y la apropiación privada del excedente de grano por parte de los kuláks y determinadas fábricas de la industria por parte de grupos de trabajadores aislados, bajo la apariencia de cooperativas y comunas libertarias o sóviets libres, independientes de todo poder del Estado, al que consideraban un factor de opresión con independencia de su carácter de clase obrera. Buscaron así la forma de destruir, cuando no controlar, todas aquellas organizaciones anarquistas (consideradas por ellos de influencia pequeñoburguesa) que promovieron motines, la insubordinación o levantamientos contra la República de los Sóviets en los momentos de mayor dificultad de la Guerra Civil y posguerra rusas, durante la política del comunismo de guerra. Dejaron existir tan solo a algunas pequeñas agrupaciones, bajo control y vigilancia del Estado, siempre y cuando aceptaran y se sometieran a la autoridad del poder soviético, y, por supuesto, a todas aquellas corrientes, minoritarias, del anarquismo y anarco-sindicalismo ruso que terminaron por apoyar decididamente su bando. Durante la Revolución rusa la literatura anarquista fue incinerada y locales de reunión de uniones libertarias fueron clausurados para, de ese modo, destruir todo atisbo de socialismo catalogado contrarrevolucionario. La represión ideológica les llegaría a las agrupaciones políticas, como el Partido Socialista Revolucionario, a principios de los años veinte, después de haber tomado parte en varios intentos organizados por derrocar al gobierno de los Sóviets, bajo la influencia de los bolcheviques, incluida el ala de los socialistas revolucionarios de izquierda después de la firma del Tratado de Brest-Litovsk (por oponerse éstos a la firma de la paz por separado con los alemanes). El anarquista ruso Volin denunció estos hechos, directamente ordenados por Lenin y Trotski, y que tuvo la oportunidad de presenciar, en su libro La Revolución Desconocida.

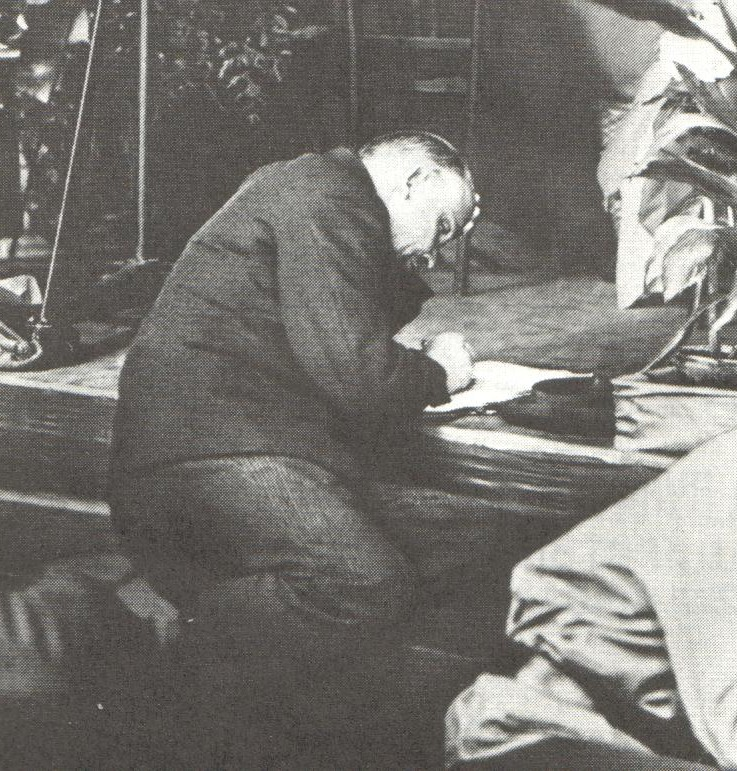
Lenin hace anotaciones durante el III Congreso de la Internacional Comunista en 1921.

Los largos años de guerra se cobraron su tributo en Rusia, dejando un país en gran parte devastado, y con una economía en ruinas. La clase obrera se encontraba a sí misma en un arrollador proceso de declive; en torno a 1921 se había visto reducida a cerca de un tercio del tamaño que hubiera tenido en 1917. Muchos trabajadores y militantes habían ido abandonando durante la guerra sus fábricas para unirse al Ejército Rojo; una importante cifra, que jamás regresaría. Otros, que se estaban enfrentando al desempleo y a la carestía, habían vuelto a sus familias, en sus hogares, en el campo, donde al menos les aguardaba un modesto trozo de tierra mediante el cual poder alimentarse. Los sóviets, en definitiva, se habían ido vaciando.
Los bolcheviques, por otra parte, no podían limitarse a abandonar el poder, lo cual habría dejado manos libres a la antigua clase dominante para desbaratar todo atisbo de organización que de la clase obrera había surgido. Con lo cual su alternativa no era otra que aferrarse aún al poder, y aguardar, ante un posible empuje revolucionario desde el oeste.
Ante este panorama, la economía, que poco a poco, se había ido viendo mermada, y relegada a la bancarrota, estaba agudizando la crisis, en buena parte desatada por la guerra. Esto hizo aumentar el cariz de los problemas, derivados de la misma hambruna, que llevaron a la muerte por inanición y enfermedades a miles de personas, que habían dejado de tomar parte en el poder organizado por los sóviets, generando una situación de malestar generalizado, cuyas respuestas no podían hacerse esperar. En marzo de 1921 se produjo la Rebelión de los Marinos en la base naval de Kronstadt, en las afueras de Petrogrado, donde tomaron un papel fundamental militares de tendencia anarquista, algunos de los cuales hablaban de una "tercera revolución". No obstante, aunque considerada como contrarrevolucionaria, y finalmente reprimida, fue uno de los principales elementos que condujeron al instante, en el mismo mes, al reemplazo de la política económica, adoptada durante el desarrollo de la guerra civil, denominada comunismo de guerra, por la llamada Nueva Política Económica (abreviada como NEP), en un intento por reconstruir la industria y especialmente la agricultura, y con ello finalmente la maltrecha economía, mediante la sustitución de la requisa de grano (prodrazviórstka, продразвёрстка), por parte del campesinado, por un impuesto (prodnalog, продналог) que alentase al crecimiento, y producción del mismo. A su vez, una parte de la propiedad privada fue restablecida. Con ello, las nuevas posibilidades de comercio privado y manufactura a pequeña escala, permitían el surgimiento de una clase comerciante de hombres de negocios, que condujo a una recuperación de la economía.
Este viraje de la política económica, que rompía con el desastre, guardaba relación con el reflujo internacional de la revolución socialista, que no iba haciendo más que verse retrasada u obstaculizada, en Estados de un peso económico central, como Alemania, en el extranjero, y la necesidad de adaptarse a varios años de estabilidad capitalista cara al comercio exterior, medida esta, no obstante, planteada de un principio como de corto plazo o transitoria, y en ningún momento como una reconciliación con el capitalismo.

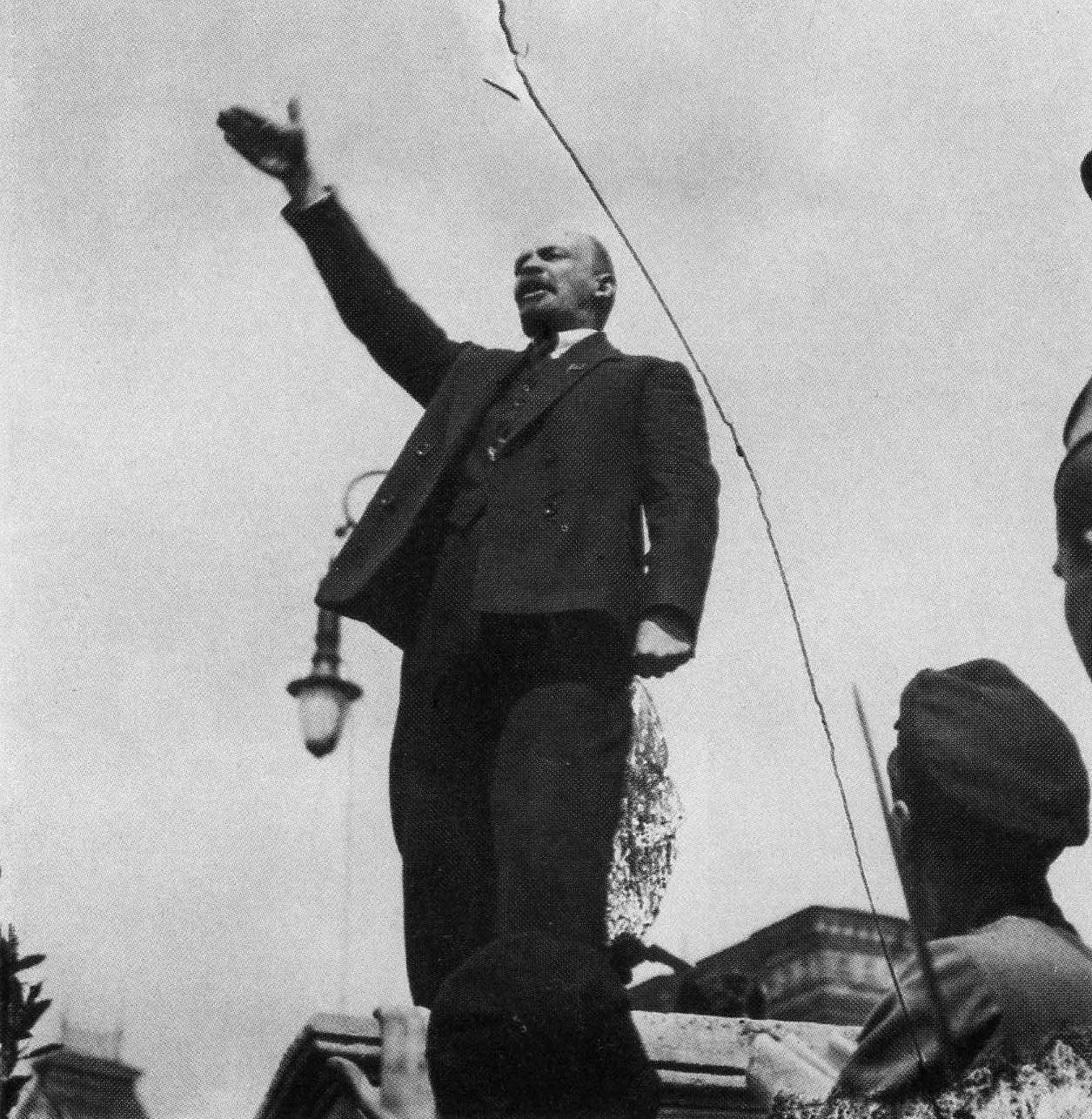
Intervención de Vladímir Lenin en la Plaza Roja, 1 de mayo de 1919.

Lenin seguía esperando que una revolución en algún otro país permitiese levantar el asedio al que Rusia se iba viendo relegada como Estado socialista, elemento que considera central, como queda reflejado en sus escritos, ya que, para él, el proceso puesto en marcha por la revolución no debía culminar una vez llevada a cabo ésta, sino continuar prosperando, a través de sucesivas fases o etapas, en las que poco a poco fuera viéndose superada la dependencia de las antiguas infraestructuras de poder y gestión heredadas del antiguo Estado capitalista, lo que se vería enormemente obstaculizado, cuando no imposibilitado, en caso de verse relegado el socialismo a un único país aislado (como cada vez estaba más próximo a serlo Rusia). Ello se vio reflejado en la Internacional Comunista, en cuyo tercer congreso, Lenin difundió sus tesis contra lo que llamó La enfermedad infantil del izquierdismo en el comunismo y logró la aprobación de una política por la unidad del frente de los trabajadores. Otro punto de inflexión en la historia de la Revolución guiada por Lenin fue la rebelión anarquista de Néstor Majnó en Ucrania, que muchos autores han catalogado como "la revolución contra Lenin", y que la prensa y los historiadores bolcheviques catalogan de "rebelión abierta contra el Estado obrero y el poder de los sóviets", según ellos promovida por los kuláks, apoyados por sectores del campesinado pobre y por bandas de pistoleros.

Pero el apoyo más serio del anarquismo se produjo en el sur de Rusia, donde los intereses clasistas de los kuláks ucranianos. Las simpatías de determinadas capas atrasadas de obreros hacia el anarquismo, tenían un carácter muy temporal y casual, y eran muy fácilmente reemplazables por estados de ánimo contrarios cuando predominaba el sano sentimiento clasista, el crecimiento de la conciencia, la experiencia inmediata de revolución misma. Al contrario, en Ucrania, debido a la situación allí creada, la ligazón de los kuláks y de los elementos criminales parasitarios con el anarquismo, resultó enormemente más sólida y, en parte, no ha sido quebrantada definitivamente hasta estos momentos. A consecuencia del decaimiento de la industria en Ucrania y de la dispersión del proletariado ucraniano, resultado del enorme papel y significado económico de la propiedad campesina, los kuláks ucranianos se convirtieron en la clase económica dominante en el sur. Los kuláks mantenían en servidumbre al campesinado pobre ucraniano, y el ciudadano, tanto el obrero como el artesano o, simplemente, el pequeñoburgués, iban a pedirle pan. Todos los medios de vida estaban en sus manos. El poder de los guardias blancos no era beneficioso para el kulak, ya que significaba la necesidad de pagar impuestos en beneficio del aparato gubernamental y del ejército terrateniente burgués, la devolución de la tierra a los nobles, y en general, al gobierno de una clase ajena. El poder proletario tampoco es beneficioso para él por cuanto significa la expropiación del excedente de pan en beneficio de las ciudades que sufren hambre, o bien el impuesto único y la entrega de sobrantes de tierras e instrumentos de labranza a los campesinos pobres. La situación ideal para el kulak era la ausencia de todo poder, la anarquía, porque la ausencia de todo poder en Ucrania, significaba el poder de los kuláks. [...] Los kuláks, defendiéndose del poder de los terratenientes por una parte y del poder soviético por otra, organizaban compañías armadas y sostenían en toda forma bandas de elementos vagabundos que se habían separado de la producción y que pululaban en gran cantidad por Ucrania en los momentos de la revolución proletaria armada. En esta situación social, es decir, de hecho sobre las espaldas del kulak ucraniano, se desenvolvió el anarquismo de Néstor Majnó. Las bandas de Majnó se convirtieron, debido a las consecuencias objetivas de su acción en Ucrania, en guardaespaldas del kulak ucraniano y en guardianes de sus depósitos repletos de trigo, en defensores de su poderío real en la ciudad y en el campo. El anarquismo que cayó en estas garras perdió de su programa, de forma natural, todo aquello que no era digerible para el kulak.

Cuando Lenin falleció en 1924, los cimientos de la participación, los sóviets o consejos obreros, que habían convertido el centralismo económico, mediante la organización y participación directa, en un verdadero sistema democrático de control y ejercicio de la gestión y del poder, habían perdido su anterior influencia, dando paso a la burocratización de los mismos, y a la instauración de la nomenklatura, tras el surgimiento de la Unión Soviética.[cita requerida]

#### Las relaciones exteriores
Convencido de que la revolución pronto se extendería por la Europa occidental, poco después de la toma del poder en Rusia consideraba que el país no tendría necesidad de política exterior. A lo sumo, el país tendría quizá que acudir en ayuda del proletariado europeo —probablemente del alemán— para facilitar la revolución socialista que para Lenin era inminente. La posición de Lenin ante los contendientes se basaba en su convencimiento de la debilidad de los Imperios centrales, de que la oferta de paz rusa y su ejemplo revolucionario y la disposición —inexistente— del pueblo ruso para ayudar al proletariado de estos países conduciría a la esperada revolución en el resto de Europa. Las expectativas leninistas no se cumplieron: aunque la Entente rechazó su oferta de paz como esperaba, los Imperios aprovecharon la debilidad rusa para imponer sus términos en el Tratado de Brest-Litovsk. La prolongación de las negociaciones con la esperanza de una alzamiento proletario en Alemania y el resto de Europa occidental resultó inútil. A pesar de la dura oposición al tratado, Lenin lo aceptó para tratar de conservar la revolución en Rusia y esperar mientras el desencadenamiento de las revueltas europeas; el Estado soviético, si sobrevivía a cambio de la dura paz, ayudaría en el proceso. La revolución en Alemania llenó temporalmente de alegría a Lenin, que creía ver confirmadas sus predicciones de revolución mundial.
La ausencia de revoluciones triunfantes en Europa occidental desde mediados de 1919, sin embargo, le obligó a tratar de preservar el débil Estado soviético mediante la división de los Estados capitalistas gracias a una combinación de ofertas de paz, acuerdos comerciales y concesiones económicas. Al mismo tiempo y dado su convencimiento de que la revolución en Rusia solo podía sobrevivir gracias a la revolución mundial, colaboraba con los movimientos comunistas dedicados a derrocar a sus respectivos Gobiernos, desde 1919 a través de la Internacional Comunista, bajo estricto control de Moscú. Estos intentos de ayuda material y financiera, al igual que el intento de extender la revolución a Polonia durante la guerra polaco-soviética, fracasaron.
El abandono temporal de la subversión directa de los Gobiernos burgueses tras el fracaso del levantamiento comunista en Alemania en marzo de 1921, coincidió con la adopción de la Nueva Política Económica que, en política internacional, se tradujo en la reiteración del ofrecimiento de tratados comerciales para dividir a los países capitalistas, fortalecer al Estado soviético y crear interés en su defensa en los que obtuviesen concesiones económicas. Las campañas de pacifismo y desarme lanzadas al mismo tiempo debía servir además para dividir y debilitar a las diversas burguesías nacionales europeas. La supuesta coexistencia pacífica entre el Estado soviético y sus posibles nuevos aliados, reflejada en el Tratado de Rapallo con Alemania, no descartaba la subversión soviética de estos cuando la situación se considerase oportuna, como en el fracasado levantamiento de 1923 en Alemania, organizado por el Comintern.

#### La represión política
A pesar de que el ideal leninista incluía libertad política en el país, Lenin formó un Gobierno que acabó con los derechos políticos (libertad de asociación, de expresión o de reunión, etc). Si en parte esta ausencia de libertad se debió a acontecimientos no completamente debidos al Gobierno de Lenin (derrota militar en la guerra mundial, grave crisis económica o guerra civil), el ideario de Lenin también tuvo un papel destacado en la abolición de las libertades políticas: el objetivo de la implantación de los derechos políticos era facilitar la actividad propagandística del partido entre la población (como había sucedido en otros países); una vez controlada la Administración estatal, la eliminación de los rivales políticos y el uso del Estado para la agitación política pareció más eficaz que el permitir la competencia ideológica.
La primera ley del Sovnarkom, promulgada el 27 de octubrejul./ 9 de noviembre de 1917greg., resucitó la censura de prensa en nombre de la lucha con la contrarrevolución. El intento de socialrevolucionarios de izquierda y de algunos dirigentes bolcheviques de eliminar la represión de los adversarios políticos poco después de la derrota del intento de Kérenski de retomar el poder fracasó ante la oposición de la mayoría, encabezada por Lenin y Trotski. Los demás partidos políticos fueron pronto excluidos del poder. Si bien los socialrevolucionarios de izquierda ingresaron en el Sovnarkom de diciembre de 1917 a marzo de 1918, a partir de entonces el Gobierno se convirtió en exclusivamente bolchevique. Desde entonces el poder soviético se convirtió en sinónimo de poder bolchevique, con el resto de partidos socialistas limitados a escasa actividad en los sóviets locales.
Los planes de transición paulatina al socialismo mediante el control político de la economía de mercado capitalista, transformada lentamente en beneficio de la sociedad, expuestos en las Tesis de abril y en El Estado y la revolución, fracasaron. Lenin esperaba resistencia de una pequeña minoría de la burguesía a la transformación, pero tuvo que enfrentarse a una decidida hostilidad, tanto de los responsables financieros, que agudizaron la situación financiera, como de los distintos expertos técnicos de la pequeña burguesía, necesarios para gestionar una economía moderna, además de la oposición política. La gravísima crisis económica y social fruto de la desorganización de las antiguas estructuras condujo al abandono del modelo y a la implantación del «comunismo de guerra», autoritario.
Las primeras tareas represivas las llevó a cabo el Comité Militar Revolucionario de Petrogrado que en diciembre de 1917 dio paso a la primera policía política soviética, la Checa, creada como cuerpo revolucionario selecto para aplastar la resistencia de las antiguas clases dominantes, pero en la práctica formada por una mezcla de entregados revolucionarios —a menudo de las minorías— y elementos indeseables. Pronto el ideal revolucionario se plasmó en una serie creciente de medidas arbitrarias, aunque efectivas en la defensa del nuevo Gobierno. Lenin aprobó el arresto y, en algunos casos, el ajusticiamiento de grupos considerados contrarrevolucionarios o considerados parásitos sociales, justificándolos como un sacrificio necesario de su moral revolucionaria.
El convencimiento de Lenin de que el triunfo de la revolución hacía necesaria la derrota militar de la burguesía se reflejó en la Constitución soviética de 1918, que hacía hincapié en la necesidad de aplastar inmisericordemente a los explotadores, privarlos de todos los derechos civiles y políticos y utilizar la dictadura proletario-campesina del Estado para acabar con su poder por la fuerza. Esta dictadura, basada en la fuerza y la violencia contra todo posible enemigo de la revolución, carecía de limitaciones legales. Para Lenin, el Estado controlado mediante la dictadura - proclamada como la dictadura del proletariado - era un instrumento para derrotar, incluso mediante el terror, al enemigo de clase. En años posteriores, rechazó con vehemencia cualquier moderación de los términos de la Constitución, que privaban de derechos civiles y políticos a distintas categorías sociales, incluida parte del campesinado. Aunque estas medidas debían ser temporales, Lenin auguraba un largo periodo de guerra civil hasta la derrota total del enemigo, lo que en la práctica se tradujo en la permanencia de las medidas represoras hasta su muerte y en los Gobiernos soviéticos posteriores. Convencido de la necesidad de acabar con el sistema de explotación capitalista e imperialista que había conducido a su modo de ver a la carnicería de la Primera Guerra Mundial, consideraba inevitable —aunque no deseable— la violencia en un enfrentamiento entre clases que debía conducir al ideal sin clases tras la derrota de los instrumentos represivos del antiguo Estado burgués. La inmisericorde represión del enemigo de clase hizo del periodo de gobierno de Lenin el más violento de su carrera.
Intentando hacer un balance de las víctimas durante este periodo, Nicolas Werth, en El libro negro del comunismo, obra publicada en 1997, afirma que durante el tiempo en que Lenin controlaba el poder hubo numerosas ejecuciones de adversarios o de quienes eran declarados peligrosos para el régimen. Presuntamente en otoño de 1918 habrían sido eliminadas de entre 10 000 y 15 000 personas, o tal vez más. Se habría fusilado a decenas de miles de rehenes o a personas confinadas en prisión entre 1918-1922. (Véase Terror rojo.)
Asimismo, por iniciativa de Lenin, en otoño de 1922 fueron expulsados de Rusia a Alemania 225 intelectuales, que resultaban indeseables a los ojos de las autoridades soviéticas, en una operación que vino a llamarse El barco filosófico. Entre ellos se encontraban Nikolái Berdiáyev, Serguéi Bulgákov, Semión Frank, Nikolái Loski y Pitirim Sorokin.

#### La cuestión campesina
En sus primeros escritos de finales del siglo XIX Lenin había considerado que el campesinado acabaría desapareciendo como clase con el desarrollo del capitalismo en Rusia. Suponía que, con el tiempo, los campesinos, que apoyarían en bloque la primera revolución democrática, quedarían polarizados en una gran masa de proletariado rural y una minoría terrateniente aburguesada. Esperaba que la revolución socialista solo la respaldase el primer grupo, a diferencia de la primera. Durante la toma del poder en el otoño de 1917, se apropió pragmáticamente del programa socialrevolucionario de reforma agraria. Hartos de esperar las medidas del Gobierno provisional y temerosos de que la reforma no se produjese si triunfaba un intento contrarrevolucionario como el de Lavr Kornílov, los campesinos llevaron a cabo por su cuenta el reparto de tierras entre septiembre de 1917 y febrero de 1918; Lenin, consciente de la imposibilidad de detener el proceso, lo aprobó. El reparto, sin embargo, debía haber excluido las grandes fincas que eran las principales abastecedoras de las ciudades, pero no resultó así. Solo ante la agudización de la crisis alimentaria en la primavera de 1918 retomó Lenin la política agraria, dejada mientras en manos de los propios campesinos.
Los intentos del Sovnarkom por acentuar la división y lograr el apoyo de la mayoría oprimida resultó un fracaso y en 1919 tuvo que comenzar a modificar su actitud hacia el agro ruso; del hincapié en la capacidad en los campesinos más pobres el Gobierno pasó a tratar de atraer a las capas medias. La esperanza de Lenin de que los campesinos pobres se organizarían en cooperativas y gestionarían las antiguas haciendas en cooperación como granjas estatales modelo (koljoses) que atraerían al modelo socialista de producción comunitaria al resto del campesinado gracias a su eficiencia resultó infundada: las cooperativas y las granjas estatales se convirtieron en ejemplos de mala gestión que ahuyentaban a los campesinos. La desilusión de Lenin con la capacidad del campesinado pobre de dirigir la transformación del campo llevó al abandono de la propaganda «antikulak» de 1918 y a hacer mayores distinciones entre el campesinado, aceptando al medio.
De tratar de utilizar las granjas colectivas como modelo de atracción para la transformación del campo, Lenin pasó a intentar hacerlo mediante el uso de la industria. El aumento de la producción industrial de artículos necesarios para los campesinos —que debía suministrar directamente el Estado— y la electrificación del país mediante el plan GOELRÓ debían ganar el apoyo del campo ruso al socialismo. Según Lenin, los defectos de la distribución estatal de artículos serían pasajeros.
Sin embargo, el abandono parcial de los sistemas de abastecimiento estatales con el permiso para comerciar en cereal concedido en 1921 y la confianza en planes a largo plazo como la electrificación hicieron que la transformación socialista del campo se pospusiese. La NEP supuso un duro revés en la conversión al sistema socialista y produjo la reaparición del mercado como intermediario entre el campo y las ciudades. Por ello, en sus últimos escritos, Lenin siguió defendiendo el crecimiento paulatino de las cooperativas como canales de abastecimiento del agro en detrimento del comercio privado para tratar de restablecer el proceso a largo plazo. Si antes de la adopción de la NEP el Gobierno había tratado de acabar el mercado negro que abastecía al campo al margen de los canales oficiales, después trató de deshacerse paulatinamente del comercio privado aumentando el suministro de bienes desde el Estado.

#### La transformación del Estado
El traslado a Moscú el 11 de marzo de 1918, primero a un hotel, más tarde a un alojamiento temporal en el Kremlin de Moscú y finalmente a un apartamento en el mismo lugar, conllevó una desorganización temporal del Gobierno, exasperante para Lenin. Pocos comisarios de los originales permanecieron en sus puestos después del traslado de la capital desde Petrogrado a Moscú. La toma del control estatal de numerosas actividades (dirección de la industria, coordinación económica, creación de órganos especiales, etc) llevó en la primavera de 1918 al rápido crecimiento del funcionariado estatal - la llamada nomenklatura -, a menudo de «expertos burgueses», acontecimiento este que contó con el rechazo de parte del partido pero con el decidido respaldo de Lenin y Trotski. En esta época cerca de un tercio del antiguo Estado Mayor pasó a servir al Gobierno de Lenin.
Hacia 1922, la insatisfacción con el funcionamiento de la Administración se había convertido en una obsesión. En febrero, comentó que «los departamentos son mierda y los decretos son mierda. Hay que encontrar gente y revisar el trabajo, esto es fundamental». Según Lenin, la herencia zarista era la causa de los fallos administrativos y sostenía que el Estado controlaba cada vez más al partido, conduciendo la política nacional por un rumbo incorrecto. Con la transformación de los sóviets de 1917 en organismos estatales en vez de rivales de la Administración como lo habían sido originalmente, surgió la figura del burócrata soviético, a menudo especialista de origen burgués. En opinión de Lenin, la falta de instrucción y cultura del proletariado y del pueblo en general habían facilitado el control de los sóviets estatalizados por parte de los restos de la burguesía y de la clase terrateniente. El temor a que la burocracia se convirtiese en una casta aburguesada separada del pueblo lo llevó a la propuesta de diversos programas como la creación de una ineficaz inspección (la Rabkrin) y el fomento de la educación, esencial para acabar con el amplio analfabetismo. La instrucción del campesinado, que en sus últimos escritos consideraba prioritaria, debía servir además para acercar al campesinado al proletariado urbano.

### Enfermedad y muerte

#### Empeoramiento de la enfermedad

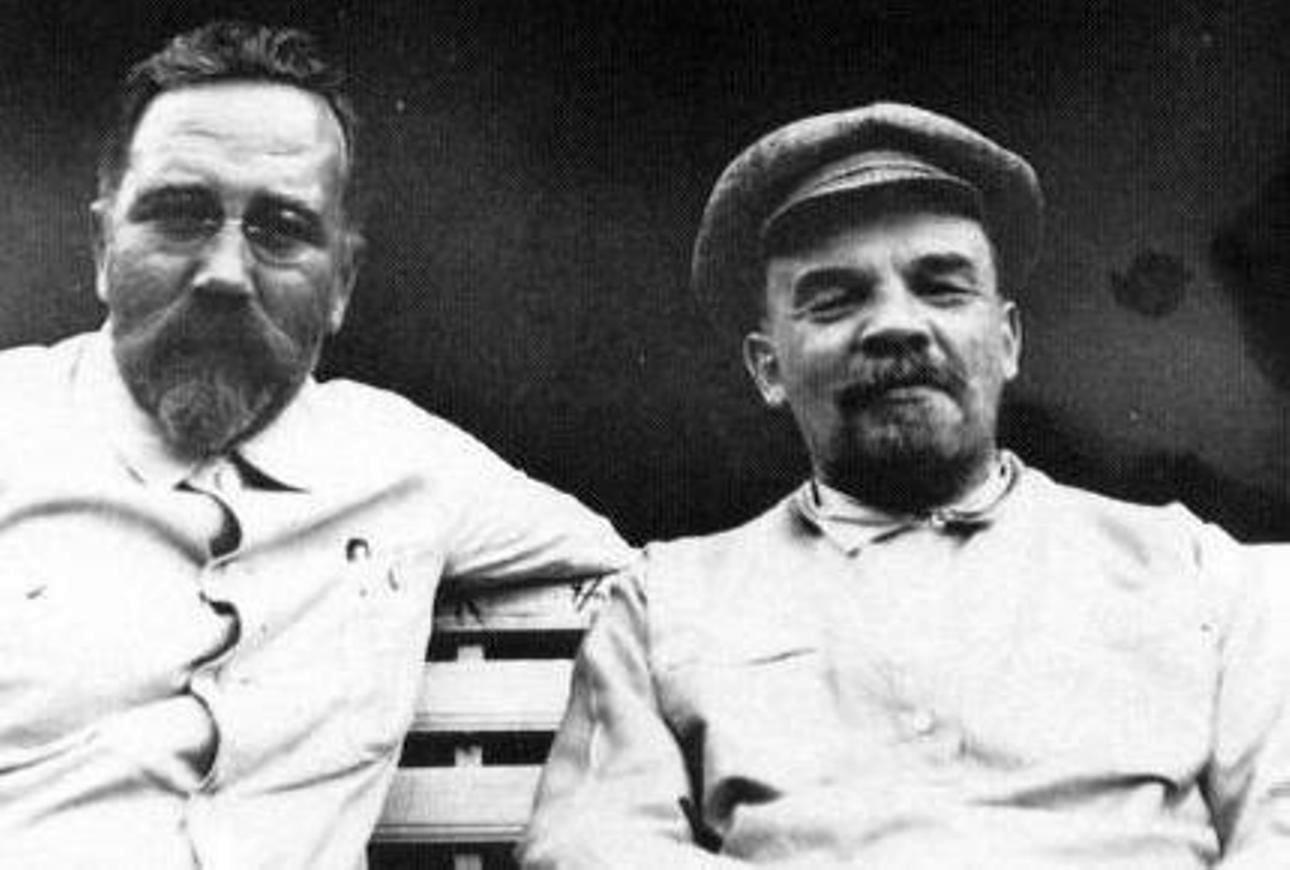
Lev Kámenev y Lenin en Gorki, 1922. A partir de mediados de 1921, Lenin pasó temporadas cada vez más largas en este retiro a las afueras de la capital debido a su enfermedad.

Durante su periodo en la política, Lenin había tendido a trabajar en exceso y a involucrarse en demasía en las distintas disputas políticas, características que afectaban a su salud; sufría de nerviosismo, migrañas e insomnio que, hasta alcanzar la jefatura del Estado, había podido aliviar gracias a los periodos de vacaciones, sus actividades en la naturaleza y la tranquilidad de su vida familiar. El último periodo de descanso largo tuvo lugar durante el verano de 1917 en el que pasó a la clandestinidad tras las Jornadas de Julio.
La salud de Lenin había sido severamente dañada por el estrés de la revolución y la guerra. Trabajaba hasta dieciséis horas diarias, padecía insomnio, dolores de cabeza y daba muestras de agotamiento nervioso. A finales de 1920, sus problemas mentales habían comenzado a afectar a su trabajo. Aunque mantuvo su cargo de presidente del Sovnarkom hasta su muerte en enero de 1924, su participación en el Gobierno se fue reduciendo mucho antes, desde mediados de 1921, cuando se agravaron su insomnio y cefaleas. Durante el verano de ese año, comenzó a tomar algunas semanas de vacaciones intercaladas con visitas de trabajo a Moscú, a regañadientes y por recomendación de sus médicos y orden del Orgburó. En agosto de 1921, indicó a Máximo Gorki que se encontraba tan cansado que era incapaz de hacer tarea alguna. En diciembre, peor de salud, se trasladó a Gorki donde mantuvo una actividad reducida, relacionada principalmente con el III Congreso de los Soviets, al que asistió. A final de mes empeoró aún más y el politburó le envió de nuevo a Gorki y limitó su actividad, aunque se mantuvo bien informado de los asuntos de gobierno; las breves vacaciones en su dacha de Gorki se fueron alargando hasta que el propio politburó insistió en que se tomase seis semanas de descanso.
Regresó a la capital a mediados de marzo de 1922. Aunque regresó a la actividad política y participó en el XI Congreso del Partido Comunista Ruso (Bolchevique) en ese mes, sufría ya dificultades para leer y tuvo que reducir sus actividades con los delegados. Pocas semanas después, tras algunas de actividad prácticamente normal, sufrió su primer ataque el 25 de mayo, dos días después de haber regresado a Gorki para descansar. Bien por la enfermedad cada vez más evidente o por las contradicciones políticas que implicaba la Nueva Política Económica, durante este año Lenin se mostró especialmente irritable y agresivo con sus adversarios políticos; características de esta época fueron las amenazas al clero ortodoxo ruso y la deportación de intelectuales, socialistas y no socialistas.

#### Últimos meses de actividad y fracaso de los intentos de reforma política
Lenin aún llevaba alojada una de las balas en el cuello y, aunque le fue extraída a principios de 1922, poco después, el 25 de mayo, sufrió un primer infarto cerebral que lo dejó paralizado del lado derecho y privado temporalmente del habla y de la capacidad de escribir inteligiblemente. Los médicos no habían apreciado hasta entonces la gravedad de su enfermedad, que Lenin, pesimista, consideró que era fatal. El 30 de mayo, en una entrevista privada con Stalin, solicitó a este píldoras de cianuro, petición que preocupó a Stalin, a Bujarin —que le había acompañado hasta la residencia— y a María, la hermana de Lenin, a quienes Stalin se la comunicó. Puso notable empeño en recuperarse; en septiembre parecía recuperado y volvió al trabajo el 2 de octubre, con intención de recuperar las riendas del Gobierno; después de varias semanas de notable actividad, a finales de noviembre los médicos volvieron a recomendar que abandonase su trabajo.
La noche del 15 de diciembre un nuevo ataque lo dejó definitivamente postrado en una silla de ruedas e incapaz de escribir. Antes, en noviembre, Lenin había sentido la proximidad de la recaída, decidido dejar un testamento al partido y solicitado el Testamento político de Federico Engels. En vísperas de este segundo ataque, había comenzado ya a finalizar los asuntos pendientes y a repartir su biblioteca. El ataque se había producido al día siguiente de tratar con Dzerzhinski —que apoyaba a Stalin— la crisis en Georgia.
A mediados de diciembre, muy desmejorado, hubo de abandonar finalmente su participación directa en los asuntos de Estado, aunque durante tres meses más tratase de influir al menos en los principales desde Gorki. En esta situación, y con la aparente intención de velar por su salud, Stalin obtuvo una orden del Comité Central que le autorizaba a restringir las visitas y la correspondencia de Lenin, además de prohibir que se le transmitiera cualquier noticia política. Lenin estaba tan deprimido que llegó a pedir que se le facilitara veneno para acabar con su vida, aunque Stalin se negó a proporcionárselo. En ese estado, entre el 23 de diciembre y el 4 de enero, dictó una serie de notas que más tarde serían conocidas como el Testamento de Lenin y, aunque ordenó que fueran mantenidas en el más estricto secreto, sus dos secretarias eran informantes de Stalin (una de ellas era su propia esposa, Nadezhda Alilúyeva) y lo informaron de su contenido. El «testamento» ha recibido valoraciones muy diversas, fundamentalmente por el estado de Lenin y las contradicciones, ambigüedades y diferencias entre unos artículos y otros que contiene. El objetivo de Lenin era presentar sus propuestas en el congreso del partido previsto para marzo de 1923; estas incluían una profunda reforma de la estructura y el personal del partido. Esencialmente, las propuestas trataban de acabar con el poder oligárquico del politburó, poner fin al poder de la reducida dirección con el ingreso de numerosos miembros obreros y campesinos de la base del partido y eliminar la creciente influencia de la organización en el partido.
El 9 de marzo de 1923, unos días después de enterarse de un grave altercado entre Krúpskaya y Stalin, a quien exigió disculpas, sufrió el tercer infarto y perdió definitivamente la capacidad de hablar. A pesar de la imposibilidad de retomar sus actividades, no solo no se lo retiró de sus cargos, sino que se lo nombró presidente del Sovnarkom de la nueva URSS el 6 de julio. El 15 de mayo de 1923, siguiendo el consejo de los médicos, se trasladó del Kremlin de Moscú a 10 km al sur, al pueblo de Gorki, que después de su muerte fue renombrado como Gorki Léninskiye. Este infarto acabó con su actividad política y durante los meses siguientes apenas pudo comunicarse.

#### Últimos escritos: elTestamento de Lenin

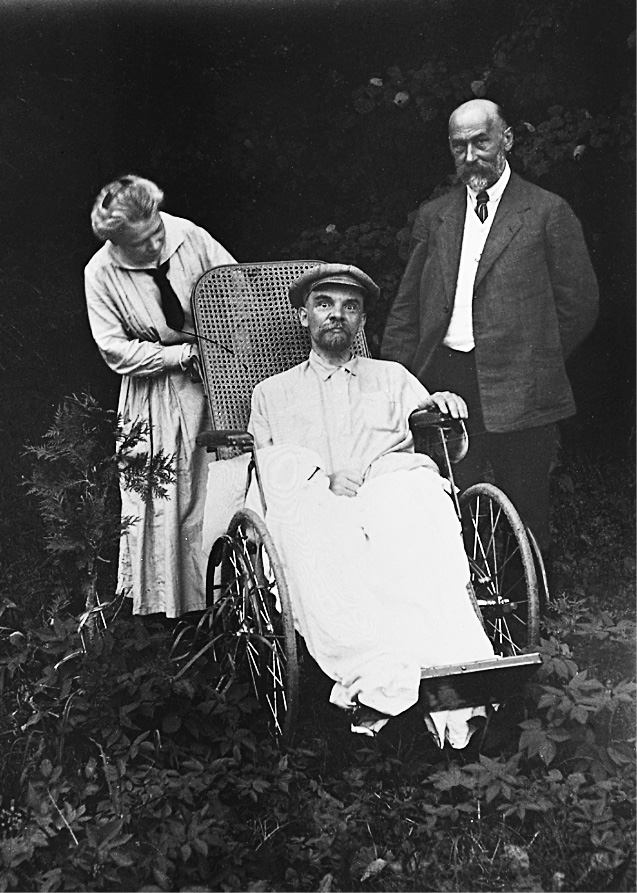
Lenin durante su enfermedad, junto a su médico, Fiódor Guetié, y su hermana María Uliánova, en el verano de 1923. Para entonces había abandonado toda actividad política.

Aislado de los acontecimientos políticos del momento, la única actividad de Lenin entre diciembre de 1922 y marzo de 1923 fue el dictado de algunos artículos, algunos publicados en el periodo y otros secretos, que solo se conocieron más tarde. La serie de notas indicando las directrices futuras para el gobierno cuyo conjunto se conoce como el Testamento de Lenin. Los problemas principales que trata son la cuestión de las nacionalidades, la reorganización interna del partido y la disputa sucesoria, que centra en la alternativa entre Stalin y Trotski. En los publicados entonces, Lenin expresaba su opinión sobre temas importantes para su teoría política y en los que había tenido que cambiar de actitud desde 1919: la revolución mundial, el apoyo campesino a la transición al socialismo y la transformación del Estado.
El fracaso de la revolución en Europa en 1918 y 1919 hizo que se volviese más cauto sobre las predicciones de una inminente revolución mundial. Esta seguía siendo en su opinión necesaria para la rápida transformación socialista en Rusia, pero ya no esperaba una inmediata revolución europea, comenzaba a hacer hincapié en las tensiones en otras partes del mundo como India o China y recomendaba al Estado soviético «resistir» hasta la inevitable revolución socialista mundial. El fracaso de las revoluciones socialistas europeas y la supervivencia de los regímenes burgueses, no obstante, añadieron un toque de ansiedad de acoso externo en los últimos escritos de Lenin, a pesar de su optimismo sobre el triunfo final del socialismo, y sirvieron para justificar la ausencia de libertad política en el país, que consideraba sería simplemente un instrumento más del capitalismo internacional contra el Estado.
En los últimos escritos políticos antes de su muerte, Lenin siguió manteniendo ciertos postulados que había defendido a lo largo de su carrera política: necesidad de una revolución en los países más desarrollados para acabar con el capitalismo mundial, necesidad de un desarrollo capitalista como base del socialismo, necesidad de la polarización del campesinado para garantizar el proceso al socialismo en Rusia o la convicción de que la producción a pequeña escala favorece al capitalismo. Sus temores por el futuro del proceso se centraban en tres aspectos: el capitalismo mundial que rodeaba a Rusia, la supervivencia de la pequeña burguesía campesina y la burocracia soviética, que consideraba poco leal. Para tratar de sostener el proceso de cambio a pesar de los reveses sufridos, se mostró convencido de que las disputas capitalistas y los acontecimientos en Asia permitirían la supervivencia de la Rusia soviética, de que finalmente el campesinado medio acabaría respaldando al Gobierno y de que el partido y los programas de alfabetización permitirían corregir la burocracia estatal. La entrada en los órganos de poder de nuevos comunistas de base, a la vez entregados y eficientes, debía resolver los problemas del aparato del Estado, a la vez que garantizar la unidad de la dirección del partido.
Sobre cuál debía ser la relación entre Rusia y el resto de las naciones no rusas federadas desde 1922 en la URSS, Lenin discrepaba con Stalin, que era precisamente Comisario del Pueblo de Asuntos Nacionales. Stalin había propuesto que Bielorrusia, Transcaucasia y Ucrania deberían tener el estatus de simples regiones autónomas, pero Lenin había impuesto su concepción federal que se plasmaría finalmente en la Constitución de 1924 que incorporaba el derecho de autodeterminación. Lenin consideraba que Stalin se comportaba como un nacionalista panruso y que había que tratar con especial cuidado al resto de las repúblicas. A pesar de su origen georgiano, Stalin había obligado a los dirigentes bolcheviques locales a que aceptaran la unión con Armenia y Azerbaiyán dentro de la República Socialista Federativa Soviética de Transcaucasia, y a Lenin le habían llegado quejas sobre el trato que recibían por parte de los enviados de Stalin; el 8 de enero de 1923, en la que sería la última carta que escribió, Lenin les prometió su apoyo.

#### Stalin, Trotski y el XII Congreso
El deseo de reformas del invierno de 1922-1923 condujo a un acercamiento de las posiciones de Lenin y Trotski y un alejamiento entre aquel y Stalin, al que Lenin comenzó a percibir como origen de muchas de las medidas que consideraba erróneas. Llegó a ofrecer nuevamente, y una vez más en vano, una de las vicepresidencias del Sovnarkom a Trotski; la alianza entre ambos se estrechó tras la «crisis georgiana» de diciembre de 1922 y Lenin le encargó la defensa de sus posiciones en distintos asuntos entonces en discusión (el monopolio del comercio exterior y la crisis de Georgia).
De Stalin, que era secretario general del Partido Comunista desde abril de 1922, Lenin decía que tenía la «autoridad ilimitada concentrada en sus manos, y no estoy seguro de que siempre sepa utilizarla con la suficiente prudencia» y sugería a los camaradas sacar a Stalin de este puesto. Sobre Trotski dirá: «quizá sea el hombre más capaz del actual Comité Central, pero está demasiado ensoberbecido y demasiado atraído por el aspecto puramente administrativo de los asuntos». También advertía del peligro de que las disputas entre los dirigentes ya citados condujeran a una escisión. Aunque cuando él mismo disponía de todo el poder se había opuesto, en este momento se sumó a las peticiones de democratización y mayor transparencia en los órganos superiores del partido: entre otras medidas propuso ampliar, con nuevos miembros escogidos entre obreros y campesinos de los escalones inferiores del partido, el Comité Central y que este tuviese derecho a supervisar las reuniones del Politburó y acceso a su documentación. Entre las diversas propuestas, Lenin contemplaba la destitución de Stalin de la secretaría del partido.
Lenin envió sus notas en forma de carta secreta al XII Congreso del partido, aunque Stalin consiguió, después de aplazarlo de marzo a abril de 1923, que allí solo se debatieran, y fueran rechazadas dada la situación de crisis, las propuestas sobre las nacionalidades y la organización interna. Incapacitado Lenin definitivamente por el nuevo ataque del 10 de marzo, Trotski no se enfrentó como se esperaba a Stalin en el congreso en abril y este omitió las propuestas de reforma de Lenin —que incluían su propia retirada como secretario general—. Aunque el comité central y la comisión central de control crecieron según el deseo de Lenin, al hacerlo bajo el control de la secretaría en manos de Stalin esto no condujo a la reducción de su poder, sino a su medra. El fracaso de los planes de reforma subordinó definitivamente el Gobierno a la organización del partido, controlada por Stalin. El contenido completo de las notas de Lenin, incluyendo la petición de destitución de Stalin, fue conocido al año siguiente por los delegados del XIII Congreso, que rechazaron su dimisión. Aunque en Occidente lo dio a conocer antes Trotski, el Testamento solo se hizo totalmente público en la URSS en febrero de 1956 durante el trascendental XX Congreso del PCUS, cuando Nikita Jrushchov en su Discurso secreto reprobó los excesos del periodo estalinista.

#### Muerte

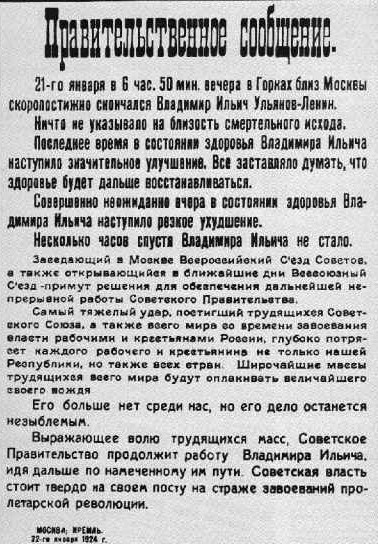
Cartel soviético sobre la muerte de Vladímir Lenin.

En Gorki, Lenin experimentó una ligera recuperación: se desplazaba en la silla de ruedas, lograba ponerse en pie con ayuda de un bastón, leía periódicos y, con ayuda de Krúpskaya, intentaba aprender a escribir con la mano izquierda. En octubre había recuperado parcialmente el habla e insistió en visitar la exhibición agrícola que se celebraba en la capital. Sin embargo su enfermedad era irrecuperable y, a las cuatro de la tarde del 21 de enero de 1924, entró en coma y falleció poco antes de las siete. Además de su familia y los médicos, entre los líderes bolcheviques solo se hallaba presente Bujarin.
La causa oficial que se dio sobre la muerte de Lenin fue arterioesclerosis o infarto cerebral, pero de los 27 médicos que lo trataron, solo ocho firmaron las conclusiones de la autopsia.[cita requerida] De esta forma se dio pie para que surgieran otras teorías sobre la causa de su muerte, la más extendida de las cuales es que sufría sífilis, diagnóstico que apoya un estudio realizado por dos psiquiatras y un neurólogo publicado en The European Journal of Neurology en 2004.
Documentos desclasificados tras la caída de la Unión Soviética, junto con las memorias de los médicos de Lenin, sugieren que fue tratado de sífilis ya en 1896. Estos documentos también sugieren que a Alekséi Ivánovich Abrikósov, el patólogo a cargo de la autopsia, se le ordenó probar que Lenin no murió de sífilis. Abrikósov no mencionó la sífilis en la autopsia, sin embargo, el daño vascular, la parálisis y otras incapacidades que citó eran típicas de la sífilis. Tras una segunda publicación del informe de la autopsia, ninguno de los órganos, arterias principales o áreas del cerebro usualmente afectadas por la sífilis eran citadas. En 1923, los doctores trataron a Lenin con arsénico, la única droga usada entonces de forma específica para tratar la sífilis, y con yoduro de potasio, que también era típico en el tratamiento de esta enfermedad, bastante extendida entre la población rusa de la época. También es cierto que no tenía las lesiones visibles en su cuerpo que acompañan a las últimas fases de la enfermedad. La mayor parte de los historiadores aún están de acuerdo en que la causa más probable de su muerte fue un infarto producido por la bala alojada en el cuello desde su intento de asesinato.[cita requerida]
Trotski, por otra parte, en uno de sus libros plantea otra hipótesis sobre la muerte de Lenin, acusando a Stalin de ser su gestor. En esta tesis, Stalin habría envenenado a su viejo mentor por medio de Génrij Yagoda.

### Homenajes póstumos
Recuerdo de Andréi Gromyko, futuro diplomático de la URSS, sobre el día en que falleció Lenin:

En enero de 1924 murió Lenin. Era un invierno cruel. Recuerdo mi esfuerzo a través de la gran cantidad de nieve que había caído para ir a la escuela, donde se había organizado una sesión necrológica. Nuestros profesores pronunciaron discursos, recordándonos lo que Lenin había hecho por nosotros y por todos los obreros y campesinos de Rusia. Los aldeanos no hablaban más que de la muerte de Lenin. Se preguntaban: «¿Qué pasará ahora? ¿Cómo vamos a vivir sin Lenin?» Creían que, como secretario del Komsomol, yo podría decírselo. ¿Cómo iba a decírselo, si esperaba que alguien me lo dijera a mí? Recordé entonces algo que había escuchado alguna vez: «La revolución la realizaron Lenin y sus colaboradores.» Así pues, respondí: «Lenin ha muerto, pero sus colaboradores, el Partido, aún vive. Y nosotros viviremos con él».
Andréi Gromyko, Memorias (1988) p.33

Karl Kautsky fue contactado en Berlín por el corresponsal del periódico del gobierno soviético Izvestia, y lo invitó a contribuir con un artículo conmemorativo tras la muerte de Lenin. De él escribió:

Fue una figura colosal, de las pocas que se encuentran en la historia del mundo. Entre los gobernantes de los grandes Estados de nuestro tiempo, sólo hay uno que hasta cierto punto se le acerca en impacto, y ese es Bismarck [...] También hay que señalar que, a pesar de mis reservas sobre los métodos de Lenin, no desespero de la situación de la revolución rusa. Desde mi punto de vista, parece que Lenin pudo haber conducido la revolución proletaria a la victoria en Rusia, pero no pudo hacerla fructificar. En este sentido, la revolución rusa aún no ha terminado. No se lo llevarán a la tumba con Lenin.

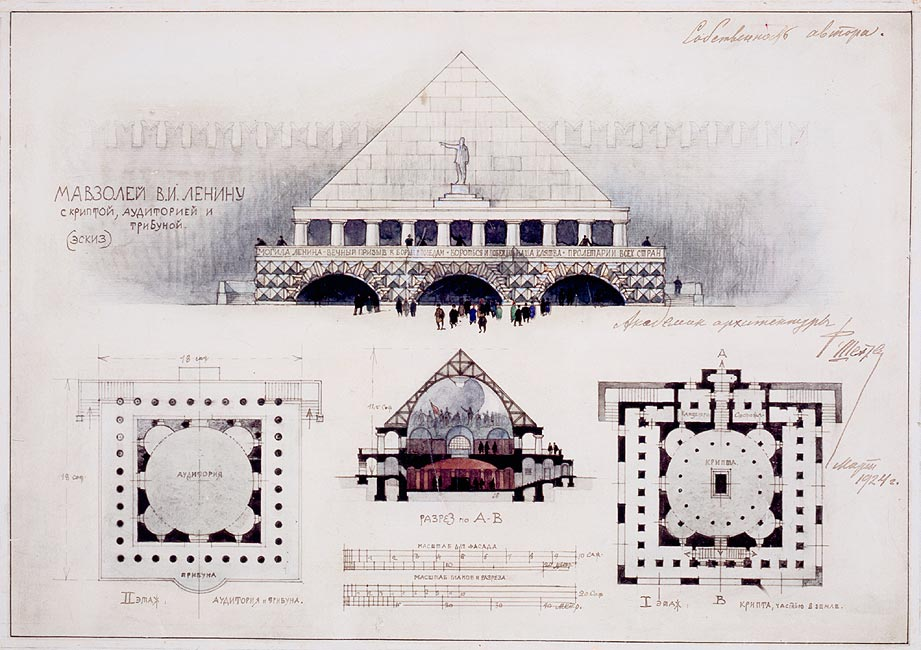
Proyecto del mausoleo de Lenin de Fiódor Schéchtel

El culto a Lenin ya había empezado antes de su muerte, cuando la troika Stalin-Kámenev-Zinóviev buscaba legitimar su lucha por el poder presentándose como herederos del auténtico «leninismo», término que se utilizó por primera vez en 1923. Fue entonces cuando se recopilaron y reeditaron sus obras, con archivos, bibliotecas y museos dedicados a su figura y a su estudio; comenzaron a escribirse hagiografías mitificadoras, y cuando sus retratos, a veces enormes, se volvieron omnipresentes en edificios públicos, oficinas, fábricas y todo tipo de lugares.
La ciudad de Petrogrado fue renombrada Leningrado en su honor; nombre que la ciudad conservó hasta la disolución de la Unión Soviética en 1991, cuando después de un plebiscito recobró el viejo nombre de la época imperial, San Petersburgo. Sin embargo, el óblast homónimo sí que mantuvo el nombre.
Aunque Lenin había expresado su deseo de ser enterrado en San Petersburgo junto a la tumba de su madre, fue Stalin quien impuso al Politburó su decisión de que el cuerpo de Lenin debía ser embalsamado, frente a la oposición de Bujarin, Kámenev y sobre todo Trotski, que lo consideró un anacronismo medieval. Aunque inicialmente se intentó la refrigeración, pronto quedó de manifiesto que no era suficiente y se tuvo que formar un comité de científicos, la «Comisión para la Inmortalización», para que encontraran la fórmula del fluido embalsamador que finalmente fue utilizado. En la Plaza Roja de Moscú se edificó en 1924 el llamado Mausoleo de Lenin, junto a los muros del Kremlin, donde reposan sus restos mortales embalsamados. Allí ha permanecido la momia de Lenin desde el 1 de agosto de 1924 a excepción de 1360 días durante la II Guerra Mundial, cuando fue evacuado a Tiumén, en Siberia. El mausoleo está abierto al público y, durante décadas, eran frecuentes las colas para rendir visita al cadáver momificado del fundador de la Unión Soviética. A raíz de la desaparición de la Unión Soviética, algunos partidos políticos y diversas personalidades rusas —Mijaíl Gorbachov, entre ellas—, han pedido el desmantelamiento del mausoleo y que los restos de Lenin sean enterrados. Estas iniciativas no han recibido hasta la fecha el apoyo del Gobierno de la Federación Rusa —y sobre todo del Parlamento— y el mausoleo sigue abierto a las visitas, aunque el apoyo de la población al mantenimiento de este mausoleo va descendiendo. Durante el período soviético, el mausoleo contaba con honores militares de Estado y eran muy llamativos los cambios de guardia que se hacían cada hora. Actualmente el mausoleo no recibe honores militares, aunque cuenta con estricta vigilancia y es administrado por la municipalidad de Moscú.

## Vida personal
Lenin se vio a sí mismo como un hombre de destino y creía firmemente en la justicia de su causa y en su propia capacidad como líder revolucionario. El biógrafo Louis Fischer lo describió como "un amante del cambio radical y la máxima agitación, un hombre para el que "nunca hubo un término medio". Era un exagerador negro o rojo". Destacando la "extraordinaria capacidad para el trabajo disciplinado" y la "devoción a la causa revolucionaria" de Lenin, Richard Pipes señaló que exhibió mucho carisma. De manera similar, Dmitri Volkogónov (en) creía que "por la fuerza misma de su personalidad, [Lenin] tenía influencia sobre la gente". Por el contrario, el amigo de Lenin, Máximo Gorki, comentó que en su apariencia física de "persona calva, fornida y robusta", el revolucionario comunista era "demasiado común" y no daba "la impresión de ser un líder".
El historiador y biógrafo Robert Service afirmó que Lenin había sido un joven intensamente emotivo, que mostraba un fuerte odio por las autoridades zaristas. Según Service, Lenin desarrolló un "apego emocional" a sus héroes ideológicos, como Marx, Engels y Chernyshevski; poseía retratos de ellos y, en privado, se describía a sí mismo como "enamorado" de Marx y Engels. Según el biógrafo de Lenin, James D. White, Lenin trató sus escritos como "escrituras sagradas", un "dogma religioso", que "no debe ser cuestionado sino creído". En opinión de Volkogónov, Lenin aceptó el marxismo como "verdad absoluta" y, en consecuencia, actuó como "un fanático religioso". De manera similar, Bertrand Russell sintió que Lenin exhibió "una fe inquebrantable, una fe religiosa en el evangelio marxista". El biógrafo Christopher Read sugirió que Lenin era "un equivalente secular de los líderes teocráticos que obtienen su legitimidad de la verdad [percibida] de sus doctrinas, no de los mandatos populares". Sin embargo, Lenin era ateo y crítico de la religión, creyendo que el socialismo era inherentemente ateo; por lo tanto, consideró el socialismo cristiano como una contradicción en los términos.
Service afirmó que Lenin podía ser "malhumorado y volátil", y Pipes lo consideró "un misántropo completo", una opinión rechazada por Read, quien destacó muchos casos en los que Lenin mostró amabilidad, particularmente hacia los niños. Según varios biógrafos, Lenin era intolerante con la oposición y, a menudo, descartaba abiertamente las opiniones que diferían de las suyas. Podía ser "venenoso en su crítica de los demás", exhibiendo una propensión a la burla, el ridículo y los ataques ad hominem a quienes no estaban de acuerdo con él. Ignoró los hechos que no se ajustaban a su argumento, aborrecía el compromiso y muy rara vez admitía sus propios errores.
Étnicamente, Lenin se identificaba como ruso. Service describió a Lenin como "un poco snob en términos nacionales, sociales y culturales". El líder bolchevique creía que otros países europeos, especialmente Alemania, eran culturalmente superiores a Rusia, describiendo a este último como "uno de los países asiáticos más ignorantes, medievales y vergonzosamente atrasados". Estaba molesto por lo que percibía como una falta de conciencia y disciplina entre el pueblo ruso, y desde su juventud había querido que Rusia se volviera más culturalmente europea y occidental.
A pesar de su política revolucionaria, a Lenin no le gustaba la experimentación revolucionaria en la literatura y las artes, expresando su disgusto por el expresionismo, el futurismo y el cubismo, y por el contrario favorecía el realismo y la literatura clásica rusa. Lenin también tenía una actitud conservadora hacia el sexo y el matrimonio. A lo largo de su vida adulta, estuvo en una relación con Krupskaya, una compañera marxista con quien se casó. Tanto Lenin como Krupskaya lamentaron no haber tenido hijos y disfrutaron entreteniendo a los hijos de sus amigos. Read señaló que Lenin tenía "relaciones muy cercanas, cálidas y de por vida" con sus familiares cercanos; no tuvo amigos de toda la vida, y se ha citado a Armand como su única confidente íntima y cercana.
Aparte del ruso, Lenin hablaba y leía francés, alemán e inglés. Preocupado por la forma física, hacía ejercicio con regularidad, disfrutaba del ciclismo, la natación y la caza, y también desarrolló una pasión por las caminatas de montaña en los picos suizos. También le gustaban las mascotas, en particular los gatos. Tendiendo a evitar el lujo, vivió un estilo de vida espartano, y Pipes notó que Lenin era "extremadamente modesto en sus deseos personales", llevando "un estilo de vida austero, casi ascético". Lenin despreciaba el desorden, siempre manteniendo su mesa de trabajo ordenada y sus lápices afilados, e insistía en el silencio total mientras trabajaba. Según Fischer, la "vanidad de Lenin era mínima", y por eso le disgustaba el culto a la personalidad que la administración soviética comenzó a construir a su alrededor; sin embargo, aceptó que podría tener algunos beneficios para unificar el movimiento comunista.

## El estudio del cerebro de Lenin
El cerebro de Lenin fue extraído antes de embalsamar su cuerpo. Los gobernantes soviéticos contrataron a un conocido neurocientífico alemán, Oskar Vogt, para estudiarlo y localizar las células cerebrales responsables de su genio. Con este propósito se creó el Instituto del Cerebro en Moscú. Vogt publicó un artículo sobre el cerebro en 1929, donde exponía que algunas neuronas piramidales en la tercera capa de la corteza cerebral de Lenin eran muy largas. A pesar de ello, la conclusión de su relevancia en el genio de Lenin fue mal recibida. El trabajo de Vogt fue considerado poco satisfactorio por los soviéticos. Posteriormente, el equipo soviético continuó efectuando investigaciones, pero estos trabajos sobre el cerebro de Lenin ya no fueron publicados.

## Obras de Lenin

### Obras fundamentales
- A qué herencia renunciamos (1897)
- El desarrollo del capitalismo en Rusia (1899)
- ¿Qué hacer? (1902)
- Un paso adelante, dos pasos atrás (1904)
- Dos tácticas de la socialdemocracia en la revolución democrática (1905)
- Programa agrario de la socialdemocracia en la primera revolución rusa (1905-1907) (1908)
- Materialismo y empiriocriticismo (1908)
- Notas críticas sobre la cuestión nacional (1913)
- Karl Marx (1914)
- Tres fuentes y tres partes integrantes del marxismo (1914)
- El derecho de las naciones a la autodeterminación (1914)
- El imperialismo, fase superior del capitalismo (1916)
- El programa militar de la revolución proletaria (1916)
- Las tareas del proletariado en la presente revolución (Tesis de Abril) (1917)
- El Estado y la revolución (1917)
- La revolución proletaria y el renegado Kautsky (1918)
- La economía y la política en la era de la dictadura del proletariado (1919)
- La enfermedad infantil del izquierdismo en el comunismo (1920)
- Sobre la cooperación (1923)
- Carta al XIII Congreso del Partido Comunista de la Unión Soviética (Testamento de Lenin) (1923)

### Ediciones

#### En español
- Obras completas. Moscú: Progreso. 1981 a 1990. 55 vv. + 2 vv. de referencias. Basado en la 5ª edición rusa (Editorial de Literatura Política en Moscú de 1955 a 1965).
- Obras escogidas en tres tomos. Moscú: Progreso. 1975. Basado en la 5ª edición rusa de las Obras completas.
- Obras escogidas en doce tomos. Moscú: Progreso. 1975 (tomo I y II), 1976 (tomo III a VI) y 1977 (tomo VII a XII). Basado en la 5ª edición rusa de las Obras completas.
- Obras escogidas. Moscú: Progreso. 1977. Basado en la 4ª edición rusa de las Obras completas.
- Obras completas . Madrid: Akal Editor. 1977.

#### En otros idiomas
- Collected Works (LCW). Moscú: Progress Press Publishers. 45 vv. Basado en la 4ª edición rusa de las Obras completas.

## Sucesión
| Predecesor: Aleksándr Kérenski (Presidente del Gobierno Provisional de la República rusa) | Presidente del Consejo de Comisarios del Pueblo de la República Socialista Federativa Soviética de Rusia 1917-1924 | Sucesor: Alekséi Rýkov |
| Predecesor: Cargo creado                                                                  | Presidente del Consejo de Comisarios del Pueblo de la Unión de Repúblicas Socialistas Soviéticas 1922-1924         | Sucesor: Alekséi Rýkov |